# Michael Jackson

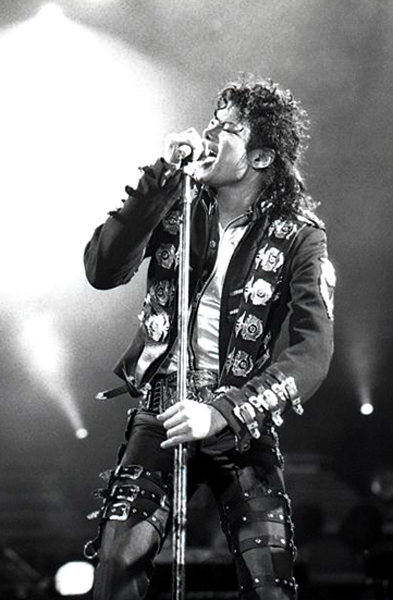
Michael Jackson (1988)

Michael Joseph Jackson (* 29. August 1958 in Gary, Indiana; † 25. Juni 2009 in Los Angeles, Kalifornien) war ein US-amerikanischer Pop-, Soul-, R&B-, Funk-, Disco- und Rocksänger, Tänzer, Songwriter, Autor, Musik- und Filmproduzent sowie Musikmanager. Er ist mit über 500 Millionen verkauften Tonträgern einer der kommerziell erfolgreichsten Musiker und erhielt den Beinamen „King of Pop“. Mit Tänzen wie dem Moonwalk und seinen Musikvideos prägte er auch die visuelle Popkultur nachhaltig. 
Als achtes Kind der Jackson-Familie trat er bereits als Siebenjähriger ab 1966 mit den Jackson 5 auf. Der internationale Durchbruch gelang ihm 1982 mit dem Soloalbum Thriller, dem meistverkauften Album aller Zeiten. Zu seinen weiteren Erfolgen zählen das Album Bad (1987), das fünf US-Nummer-eins-Hits hervorbrachte, sowie Dangerous (1991)  und HIStory (1995), die alle zu den weltweit meistverkauften Alben gehören.
Ab den späten 1980ern geriet Jackson zunehmend vor allem wegen seines Aussehens und wegen Missbrauchsvorwürfen in die Schlagzeilen. Er starb 2009 an einer Sedativa-Überdosis; der verantwortliche Arzt wurde später verurteilt. Sein Tod löste weltweite Anteilnahme aus – über 2,5 Milliarden Menschen verfolgten in den Medien die Trauerfeier.

## Werdegang

### Kindheit und die Jacksons

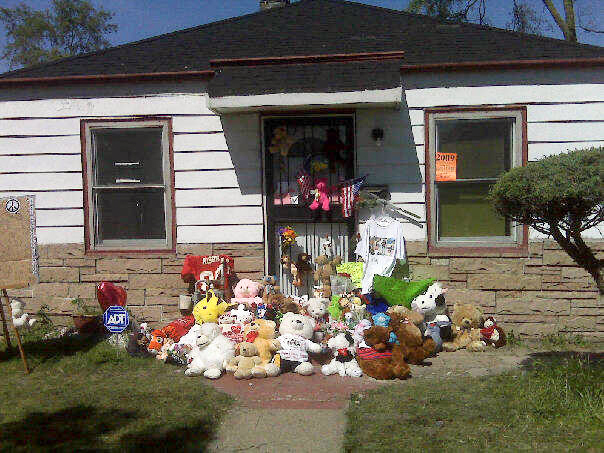
Michael Jacksons Elternhaus in Gary, Indiana (2009)

Michael Joseph Jackson kam 1958 als achtes von zehn Kindern in Gary (Indiana) im Mittleren Westen zur Welt. Sein Vater Joseph (1928–2018) war Kranführer, die Mutter Katherine (* 1930) Verkäuferin. Michaels Geschwister sind:
- Rebbie (* 1950)
- Jackie (* 1951)
- Tito (1953–2024)
- Jermaine (* 1954)
- La Toya (* 1956)
- Marlon (* 1957)
- Brandon (*/† 1957; Zwillingsbruder von Marlon, starb wenige Stunden nach der Geburt)
- Randy (* 1961)
- Janet (* 1966)
- Joh’Vonnie Jackson (* 1974; eine uneheliche Halbschwester väterlicherseits, die bei ihrer Mutter aufwuchs)[2].

Joseph Jackson sorgte von frühester Kindheit an für die musikalische Förderung seiner Kinder. Er trieb sie immer wieder zu Höchstleistungen und der Teilnahme an verschiedenen Talentwettbewerben an. Michael Jackson beschrieb diese Beziehung später als hochproblematisch: Der Vater habe ihm mit dem Drill sowie seinen physischen und psychischen Übergriffen die Kindheit geraubt. 1964 gründete der Vater das Kindertrio The Jackson Brothers, aus dem 1966 die Band The Jackson Five hervorging. Die Band hatte große Erfolge und bestand aus den fünf Brüdern Jackie, Tito, Jermaine, Marlon und Michael Jackson als Hauptsänger. Von den Jackson-Geschwistern, die 1968 von Motown unter Vertrag genommen wurden, waren außer Michael noch Janet, La Toya und Jermaine als Solokünstler erfolgreich.

### Solokarriere

#### 1970er-Jahre
Nach Welterfolgen mit den Jackson Five startete Michael Jackson 1971 im Alter von 13 Jahren seine Solokarriere. Er blieb jedoch Mitglied der Jackson Five, mit denen er noch bis 1984 Alben veröffentlichte und auf Tournee ging.
Jacksons erste Single Got to Be There/Maria, erschienen im Herbst 1971, erreichte Platz 4 der amerikanischen und Platz 5 der britischen Charts. Sein Musikstil war damals noch klassischer R&B. Mit der zweiten Single, dem Remake von Bobby Days Rockin’ Robin, erreichte Jackson 1972 Platz 2 der US-Charts. Anfang 1972 folgte das erste Soloalbum Got to Be There, das Platz 3 der US-Charts erreichte.
Die Single Ben/You Can Cry on My Shoulder wurde Jacksons erster Nummer-eins-Hit als Solokünstler. 1973 wurde das Stück mit dem Golden Globe Award als bester Filmsong ausgezeichnet, 1973 erhielt es eine Oscar-Nominierung. Auch das zweite Soloalbum Ben (1972) war sehr erfolgreich. Das dritte Soloalbum Music & Me erschien 1973, das vierte, Forever, Michael, 1975. Beide verkauften sich eher mäßig.
Michael Jackson konzentrierte sich in der zweiten Hälfte der 1970er-Jahre auf die Jackson Five, die 1976 von Motown Records zu Epic Records (heute Sony) gewechselt waren. 1977 trat Jackson in Glasgow anlässlich des 25-jährigen Kronjubiläums von Elisabeth II. auf, die er auch persönlich traf. Im selben Jahr übernahm Jackson eine Rolle im Film The Wiz – Das zauberhafte Land, einer Musical-Fassung des Zauberers von Oz, wo er neben Diana Ross und anderen ausschließlich afroamerikanischen Künstlern auftrat.
Bei den Dreharbeiten zu The Wiz lernte Jackson den Produzenten Quincy Jones kennen. Mit ihm produzierte er sein fünftes Soloalbum Off the Wall, das 1979 erschien und sehr erfolgreich wurde. Neben dem gewohnten R&B tauchten erstmals Lieder im Disco-Stil auf, wie die erste Single-Auskopplung Don’t Stop ’til You Get Enough. Jacksons Stimmlage war so hoch wie nie zuvor.
Off the Wall wurde 1979 mit den zwei Nummer-eins-Hits Don’t Stop ’til You Get Enough und Rock with You und zwei weiteren Top-Ten-Hits in den USA, She’s out of My Life und Off the Wall, ein großer Erfolg. Bis heute wurden von Off the Wall mehr als 20 Millionen Einheiten verkauft.

#### 1980er-Jahre

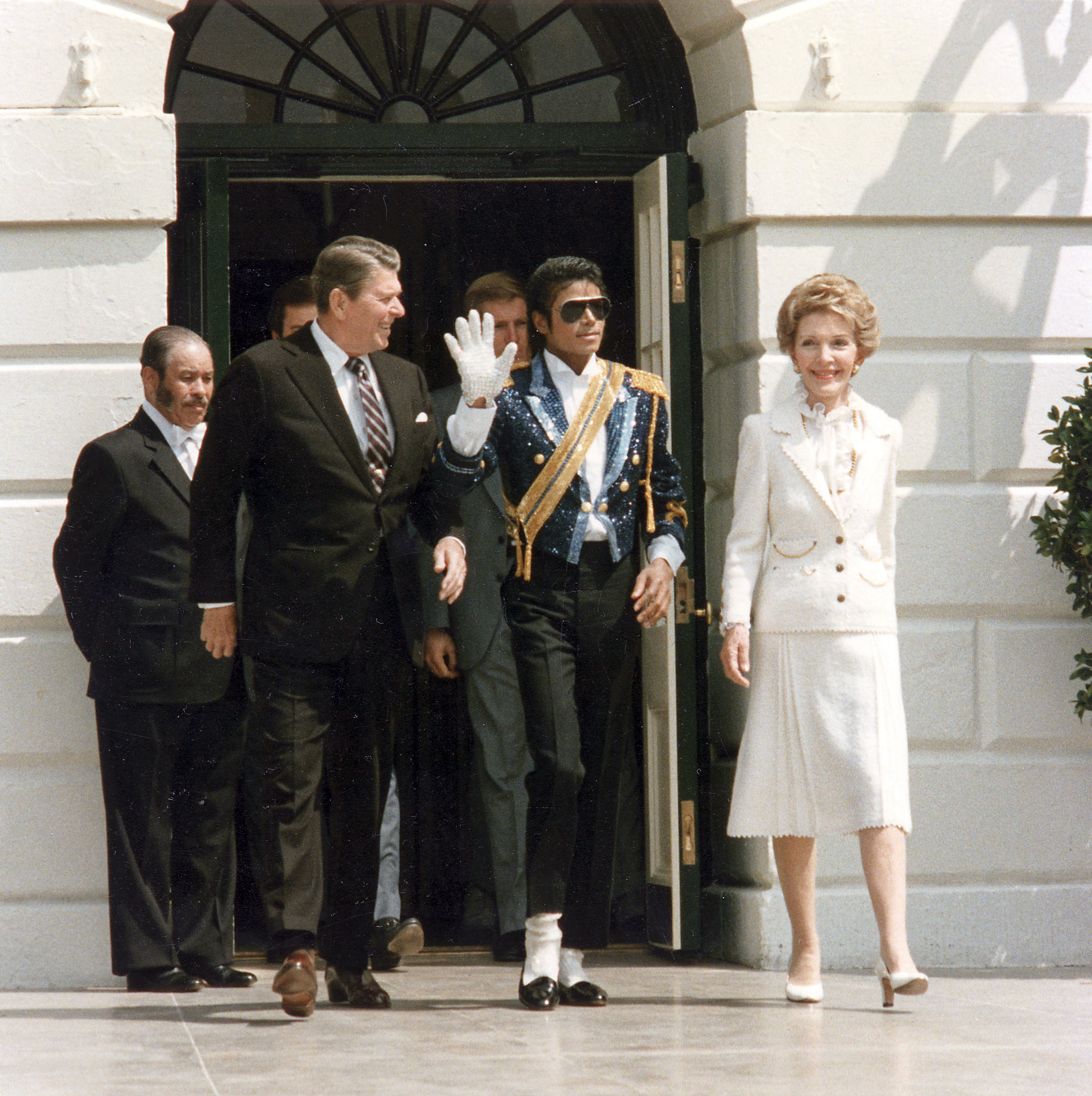
Michael Jackson mit dem damaligen Präsidenten Ronald Reagan im Weißen Haus (1984)

Im November 1982 erschien das ebenfalls von Quincy Jones produzierte Album Thriller, das bis heute das weltweit meistverkaufte Album ist. Schätzungen reichen von 65 Millionen bis zu 110 Millionen verkauften Exemplaren.
Ab Frühjahr 1983 führte das Album monatelang nahezu alle Charts an. Jackson wurde mit diesem außergewöhnlichen Erfolg zum Welt- und Medienstar. Insgesamt wurden sieben Singles aus dem Album ausgekoppelt: The Girl Is Mine, Billie Jean, Beat It, Wanna Be Startin’ Somethin’, Human Nature, P.Y.T. (Pretty Young Thing) und Thriller. Alle Singles schafften es in die Top Ten der US-Charts, zwei davon sogar auf Platz 1. Die Titel wurden von aufwendigen Videoproduktionen begleitet, darunter das über 13 Minuten lange Musikvideo zum Song Thriller, unter der Regie von John Landis, das auf Videokassette erfolgreich wurde. Mit dem Album entfernte sich Jackson deutlich vom Rhythm and Blues und wandte sich der Popmusik zu. Beeindruckt durch die erfolgreiche Promotion-Kampagne für Thriller engagierte Jackson den Epic-Records-Mitarbeiter Frank DiLeo als seinen Manager.
Jacksons Markenzeichen wurden ein weißer Glitzerhandschuh, der Griff in den Schritt, weiße Socken, sein schwarzer Hut und der sogenannte Moonwalk, ein Tanz, der auf den Pantomimen von Jean-Louis Barrault und Marcel Marceau basiert. Diesen Tanz präsentierte Michael Jackson erstmals am 25. März 1983 bei einer Performance von Billie Jean im Rahmen der Feierlichkeiten zum 25-jährigen Bestehen der Plattenfirma Motown Motown 25: Yesterday, Today, Forever.

Anfang 1984 erreichte Jackson eine Rekord-Nominierung von zwölf Grammy Awards und gewann davon acht für Thriller. Im Mai 1984 wurde er von Präsident Ronald Reagan im Weißen Haus empfangen. Von Juli bis Dezember 1984 unternahm Jackson nochmals eine Tour mit seinen Brüdern, die Victory Tour durch die USA. Im selben Jahr wurde er mit einem Stern auf dem Walk of Fame in Hollywood ausgezeichnet.

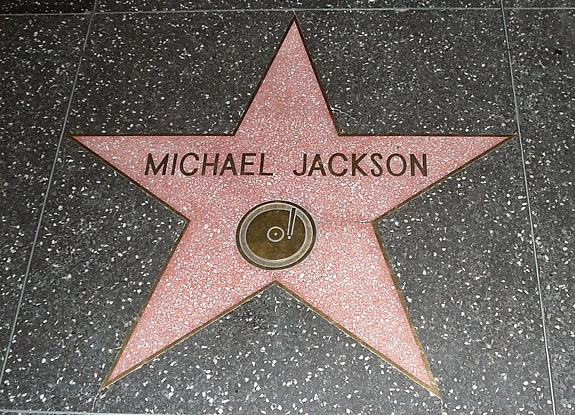
Der Stern von Michael Jackson auf dem Walk of Fame in Hollywood

1985 war USA for Africa Jacksons einziges musikalisches Projekt. Das Lied We Are the World wurde mit Unterstützung von Lionel Richie binnen zwei Stunden geschrieben und mit vielen anderen Stars aufgenommen, unter anderem Diana Ross, Stevie Wonder und Bruce Springsteen. Im selben Jahr erwarb Jackson für 47,5 Millionen US-Dollar die Rechte aller Songs der Beatles, was zum jähen Ende der Freundschaft zwischen Jackson und Ex-Beatle Paul McCartney führte.
1986 begann Jacksons Zusammenarbeit mit dem Disney-Konzern. Unter der Regie von Francis Ford Coppola entstand der etwa 17 Minuten lange 3D-Film Captain EO, der nur in Disney-Parks aufgeführt wurde. Zum ersten Mal waren hier die Songs Another Part of Me und We Are Here to Change the World zu hören.
Im August 1987 erschien das Album Bad. Sofort nach seiner Veröffentlichung avancierte es zum Bestseller und erreichte in 25 Ländern die Spitze der Charts. Das Video zum Titelsong Bad dauert in seiner Originallänge etwa 18 Minuten, in einer Nebenrolle taucht der junge Wesley Snipes auf, Regie führte Martin Scorsese. Für Furore sorgte auch der Clip zu Smooth Criminal, in dem Jackson seine „Anti-Gravity Illusion“ zeigte, eine Tanzpose, die er durch einen patentierten technischen Trick umsetzen konnte. Aus dem Album Bad wurden bis Mitte des Jahres 1989 neun Singles ausgekoppelt, von denen fünf zu amerikanischen Nummer-eins-Hits wurden: I Just Can’t Stop Loving You, Bad, The Way You Make Me Feel, Man in the Mirror und Dirty Diana. Mittlerweile sind über 35 Millionen Einheiten des Albums verkauft worden.
Kaum zwei Wochen nach Erscheinen des Bad-Albums ging der 29-jährige Michael Jackson erstmals solo auf Welttournee. Die Premiere der Bad World Tour war am 12. September 1987 in Tokio. Das Wembley-Stadion in London war während der Tour siebenmal mit je 72.000 Zuschauern ausverkauft. Auf dem Platz der Republik in West-Berlin gab es am 19. Juni 1988 ein Open-Air-Konzert. Am 27. Januar 1989 endete die Welttournee nach 123 Konzerten auf vier Kontinenten in Los Angeles.
1988 erschien sein Film Moonwalker, in dem er die Hauptrolle spielte und Stars wie Joe Pesci, Elizabeth Taylor und Sean Lennon auftraten. Insgesamt wurde der Film in den Kinokassen ein durchschnittlicher Erfolg, dennoch entwickelte er sich bei den Fans mit der Zeit zum Kultfilm.
Im Herbst 1988 erschien die von Ghostwritern verfasste Michael-Jackson-Biographie Moonwalk, die ein Bestseller wurde. Im selben Jahr kaufte Jackson im Santa Ynez Valley in Kalifornien ein 11 km² großes Areal, auf dem er die Neverland-Ranch errichtete. Der Kaufpreis betrug rund 17 Millionen US-Dollar. Liz Taylor prägte Jacksons bekannten Spitznamen, als sie ihn in einer Laudatio bei den Soul Train Music Awards 1989 als den wahren „King of Pop, Rock and Soul“ bezeichnete. Im Februar 1989 gewann Jackson einen Grammy für das Musikvideo Smooth Criminal.

#### 1990er-Jahre
Der amerikanische Präsident George Bush zeichnete Jackson 1990 in Washington als „Entertainer des Jahrzehnts“ aus und empfing ihn im Weißen Haus. Für sein nächstes Album trennte sich Jackson von seinem Produzenten Quincy Jones; es begann die langjährige Zusammenarbeit mit dem damals wenig bekannten Teddy Riley. Epic Records wurde vom Konzern-Riesen Sony aufgekauft, fortan wurden Jacksons Produktionen von Sony Music vertrieben. Mit Sony schloss Jackson den bisher höchstdotierten Plattenvertrag ab: 890 Millionen US-Dollar für sechs Alben, Filme und Auftritte.

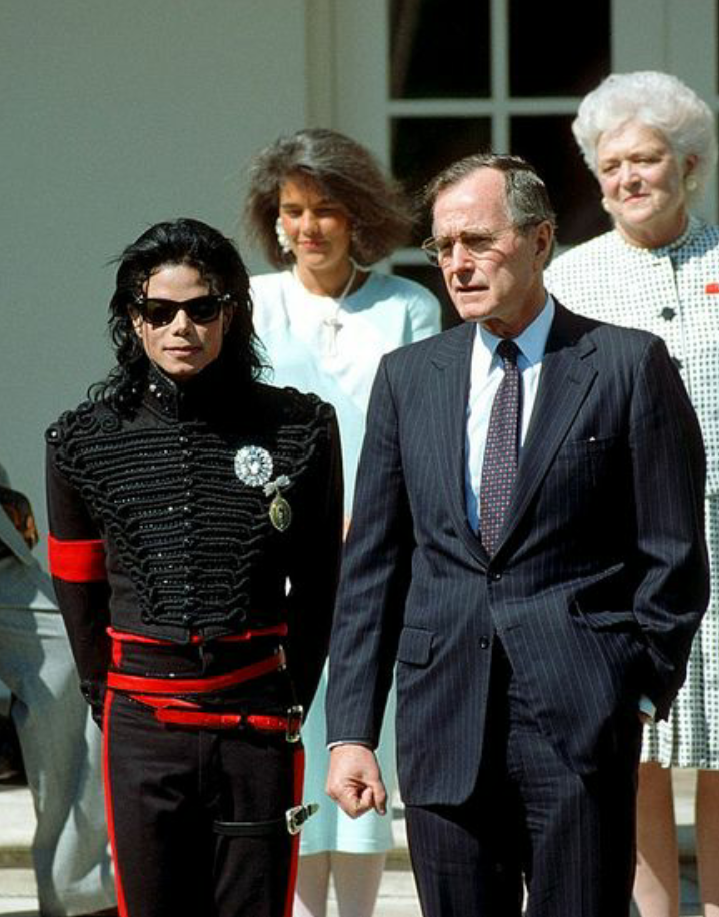
Michael Jackson zu Gast bei Präsident George H. W. Bush im Weißen Haus, 1990

1989 begannen die Aufnahmen für das Album Dangerous. Mit der ersten Single Black or White erreichte Jackson weltweit große Erfolge in den Hitparaden. Zudem löste Black or White mit fünf Millionen US-Dollar Produktionskosten Madonnas Express Yourself als damals teuersten Videoclip ab. In den neuen Jackson-Videos hatten auch andere Prominente Gastauftritte: Macaulay Culkin und Tyra Banks in Black or White, Iman, Eddie Murphy, Magic Johnson in Remember the Time, Naomi Campbell in In the Closet, Michael Jordan in Jam und der Gitarrist Slash in Give In to Me.
Auch das Album Dangerous, das im November 1991 veröffentlicht wurde, war ein finanzieller Erfolg. Binnen Wochen verkaufte sich das Album zehn Millionen Mal, und 1992 wurde es zum meistverkauften Album des Jahres und als bisher schnellstverkaufte Platte ausgezeichnet. In Dangerous kamen erstmals Lieder im Stil des New Jack Swings vor, einer Mischung aus R&B und Hip-Hop. Bekannte Singleauskopplungen in diesem Stil waren Remember the Time und In the Closet. Auch Dangerous wurde mit einer aufwändigen Konzerttour beworben. Die Dangerous World Tour begann am 27. Juni 1992 in München, wo 72.000 Zuschauer ins Olympia-Stadion kamen. Das europäische Abschlusskonzert am 1. Oktober 1992 in Bukarest wurde in 61 Ländern im Fernsehen und im Radio übertragen. Seine Ansprache vom Balkon des Parlamentspalasts wurde ein Skandal, als er die Masse junger Menschen mit „Hello Budapest!“ begrüßte, da das Verhältnis von Rumänen und Ungarn historisch belastet ist. Jackson erhielt die Erlaubnis, mit echten rumänischen Polizisten, die meist aus der kommunistischen Miliz kamen, ein Video zu drehen und traf Ion Iliescu.
Im November 1992 erschien weltweit die Single Heal the World, die zwar in den USA weniger erfolgreich war, aber international große Erfolge feiern konnte. Heal the World war auch der Name von Jacksons Stiftung mit dem Ziel, notleidende Kinder zu unterstützen. Dangerous verkaufte sich bis heute über 40 Millionen Mal. Im Februar 1993 gab Jackson Oprah Winfrey ein vielbeachtetes Fernsehinterview, in dem er zum ersten Mal bekanntgab, an der Hautkrankheit Vitiligo zu leiden, wodurch sich das deutliche Aufhellen seiner Haut erkläre.
Es folgten Auftritte beim Super Bowl und den American Music Awards. Bei den Grammy Awards wurde er als „Lebende Legende“ (Living Legend Award) ausgezeichnet. In Monte-Carlo gewann er mehrere World Music Awards. Die Dangerous-Promotion wurde im Frühjahr 1993 mit einer weiteren Singleveröffentlichung – Give In to Me – fortgesetzt. Die Platte erreichte die Top Ten in mehreren Ländern, auch in Deutschland und England. In den USA wurde Give In to Me nicht als Single veröffentlicht, stattdessen jedoch der Song Who Is It, der international bereits 1992 erschienen war.

Logo des 27. Super Bowl, in dessen Halbzeitshow Michael Jackson auftrat

Im August 1993, nahezu zeitgleich mit dem Aufkommen der ersten Anschuldigungen gegen Jackson wegen sexueller Belästigung eines Minderjährigen, wurde in Asien die Dangerous-Welttournee fortgesetzt. Wegen seiner sich verschlechternden körperlichen und seelischen Verfassung wurde die Show stark verkürzt. Die Tanzeinlagen Jacksons wurden deutlich sanfter. Nach dem Mexiko-Konzert vom 11. November 1993 wurde die Tour vorzeitig abgebrochen. Schon davor waren zahlreiche Konzerte verschoben oder abgesagt worden.
Den vorzeitigen Tourneeabbruch nahm Hauptsponsor Pepsi, der alle seine Tourneen seit 1984 gesponsert hatte, zum Anlass, den Vertrag mit Jackson aufzulösen und die Zusammenarbeit zu beenden. Gerüchten zufolge litt Jackson zu dieser Zeit unter Exsikkose (Dehydration). Pepsi-Konkurrent Coca-Cola schaltete währenddessen hämische Anzeigen mit dem Slogan: „Dehydrated? There’s always Coke“.
Im Sommer 1993 wurde Will You Be There als Single ausgekoppelt und erreichte mit Platz 7 in den USA nach vielen Monaten wieder die Top Ten der Billboard-Charts. Der Song lief auch weltweit recht gut, trotz katastrophaler Presse für Jackson. Die letzte Single von Dangerous kam Ende 1993 auf den Markt, zwei Jahre nach der Veröffentlichung des Albums. Gone Too Soon kam in den USA gar nicht als Single heraus und lief in Europa sehr mäßig. Das Cover der Single zeigt in einer unscharfen Aufnahme Michael Jackson und den an AIDS verstorbenen Teenager Ryan White. Aufgrund der aktuellen Vorwürfe von sexueller Belästigung eines Minderjährigen wurde dieses Cover jedoch als eher missverständlich aufgenommen. Auch der dazugehörige Videoclip besteht ausschließlich aus Video- und Bildmaterial mit Ryan White, in einigen Sequenzen zusammen mit Michael Jackson.

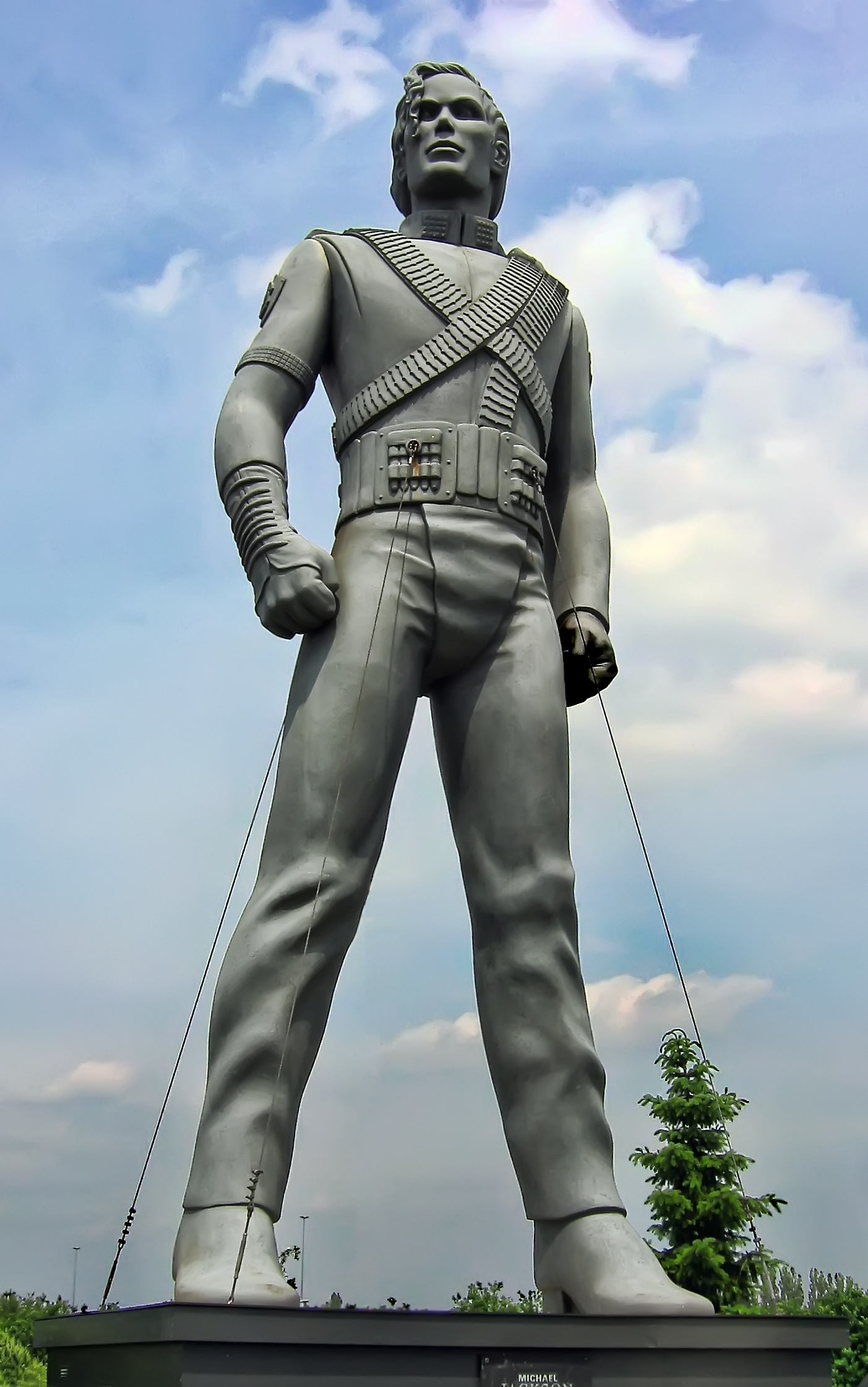
Für die Promotion der HIStory World Tour wurden mehrere 9 m hohe Skulpturen in vielen Städten Europas positioniert.

Im Juni 1995 erschien das Doppelalbum HIStory – Past, Present and Future Book I, das sich weltweit mehr als 22 Millionen Mal verkaufte. Es beinhaltet 15 digital remasterte Hits und 15 neue Songs, darunter die Singles Scream/Childhood, You Are Not Alone, Earth Song, They Don’t Care About Us, Stranger in Moscow. Noch nie wurde ein Musikalbum derartig aufwändig beworben wie dieses. Im Rahmen einer 40 Millionen US-Dollar teuren Werbekampagne wurden in vielen großen Städten wie London, Paris und Berlin neun Meter hohe Michael-Jackson-Statuen aufgestellt, was Jackson immer mehr Vorwürfe von Realitätsverlust und Größenwahn einbrachte. Die HIStory-Werbekampagne wurde durch einen ebenfalls teuren Teaser eingeläutet, außerdem wurde zur ersten Single Scream ein Musikvideo gedreht, das mit sieben Millionen US-Dollar Produktionskosten zum bis heute teuersten Videoclip wurde. Außerdem debütierte die zweite Single You Are Not Alone auf Platz 1 in den US-Charts, was es zuvor noch nie gegeben hatte. Mit der dritten Single, dem Earth Song, erreichte Jackson Ende 1995 zum ersten Mal in seiner Karriere Platz 1 der deutschen Single-Charts. Zuvor trat Jackson in Wetten, dass..? auf, was der Sendung die höchsten Einschaltquoten in den 1990er-Jahren einbrachte.
Das Album und die erschienenen Singles zeigten, dass Jackson große Probleme hatte, in den USA an seine Erfolge in den 1980ern anzuknüpfen, während er in Europa immer noch sehr erfolgreich war. Auch die HIStory World Tour 1996/97 war eine aufwändig produzierte Show. Auftakt war am 7. September 1996 in Prag. 150.000 Fans kamen zu dem Konzert, das damit Jacksons größtes war. Bis zum Januar 1997 trat Jackson in Ungarn, Polen, Spanien, den Niederlanden, Indien, Südkorea und in Japan auf. Fast durchgehend und selbst für Balladen wie You Are Not Alone oder Heal the World wurde Playback eingesetzt. Erstmals seit neun Jahren war Michael Jackson auch wieder in den USA, auf Hawaii, zu sehen.
Im Mai 1997 erschien das Remixalbum Blood on the Dance Floor – HIStory in the Mix, mit Remixen diverser neuer Songs von HIStory sowie fünf bis dahin unbekannten Titeln, darunter die erfolgreiche Single Blood on the Dance Floor. Das Album verkaufte sich etwa acht Millionen Mal und ist somit das bis dato erfolgreichste Remixalbum.

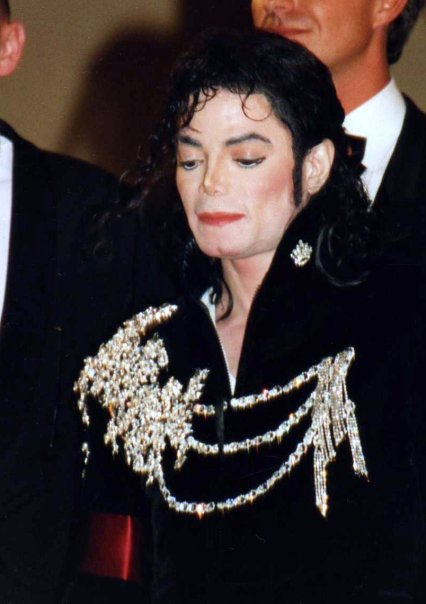
Bei der Premiere seines Films Ghosts bei den Internationalen Filmfestspielen von Cannes (1997)

Am 31. Mai 1997 kehrte die HIStory-Welttournee mit einem Konzert im Bremer Weserstadion nach Europa zurück. Es folgten wiederum viele Konzerte in den größten Stadien. Mehr als eine halbe Million Fans kamen allein zu zehn Deutschland-Konzerten. Währenddessen wurde das millionste Ticket für ein Jackson-Konzert im Wembley-Stadion in London verkauft. Am 15. Oktober 1997 ging in Durban die HIStory-Welttournee zu Ende. Obwohl die Kritiker kaum ein gutes Haar am Künstler und seiner Show ließen, trat Jackson mit dieser Tour bei insgesamt 82 Konzerten vor 4,5 Millionen Zuschauern auf.
In den nächsten vier Jahren trat Jackson eher sporadisch in der Öffentlichkeit auf. Im März 1999 gastierte er erneut bei Wetten, dass..?, diesmal jedoch nicht, um zu singen, sondern um über die bevorstehenden Wohltätigkeitskonzerte zu sprechen. Am 27. Juni 1999 trat Jackson, neben vielen anderen Künstlern, im Rahmen des „Michael Jackson & Friends“-Konzerts zum 5. Mal (nach 1988, 1992 sowie zweimal 1997) im Münchener Olympiastadion auf und gab damit sein letztes Deutschland-Konzert.
Im Mai 1999 verlor er zunächst gegen den italienischen Sänger Al Bano einen Plagiatsprozess, da dieser behauptete, dass Jackson weite Passagen des Hits Will You Be There von seinem Lied I cigni di Balaka übernommen habe. Zwei Jahre später wurde Jackson jedoch von dem Plagiatsvorwurf vollständig freigesprochen.

#### 2000er-Jahre
Im Jahr 2000 gewann Jackson bei den World Music Awards einen Preis als „bestverkaufender männlicher Popkünstler des Jahrtausends“ (Best-Selling Pop Male Artist of the Millennium). Im September 2001 trat Michael Jackson bei zwei Konzerten im Madison Square Garden in New York City auf, um mit dieser Michael Jackson: 30th Anniversary Celebration genannten Veranstaltung sein 30-jähriges Bühnenjubiläum als Solokünstler zu feiern. Dabei traten Britney Spears, *NSYNC, Whitney Houston, Usher, Gloria Estefan, Destiny’s Child sowie zum ersten Mal seit 17 Jahren alle sechs Jackson-Brüder auf.
Im Oktober 2001 erschien Jacksons letztes, bereits seit 1998 angekündigtes Studioalbum Invincible. Die erste Single You Rock My World platzierte sich in den Top Ten vieler Länder. Im September wurde das dazugehörige, unter der Regie von Paul Hunter entstandene Musikvideo veröffentlicht. Gastauftritte in dem rund 13-minütigen Video hatten Chris Tucker, Michael Madsen, Billy Drago, Frank Tyson und Marlon Brando. Das Musikvideo wurde mit einem NAACP Image Award als „Bestes Musikvideo 2001“ ausgezeichnet. Kurz vor der Veröffentlichung von Invincible waren neue, erweiterte und remasterte Ausgaben von Jacksons früheren Alben Off the Wall, Thriller, Bad und Dangerous erschienen. Sie enthielten fast alle Bonusmaterial wie Demos und unveröffentlichte Titel.
Im Dezember 2001 erschien Cry, die zweite und letzte Single von Invincible, ohne Pressemeldung und Beteiligung Jacksons am Musikvideo. Als Bonusaufnahme befindet sich auf der Maxi-CD der unveröffentlichte Song Shout, der ursprünglich für Invincible produziert worden war, im letzten Moment jedoch gegen You Are My Life ausgetauscht wurde. Das Album verkaufte sich rund 11 Millionen Mal. Wirtschaftlich betrachtet war dies ein Flop, denn allein die Produktionskosten lagen zwischen 10 und 30 Millionen US-Dollar. Allerdings geriet Jackson mit seiner Plattenfirma Sony Music wegen Ungereimtheiten bei der Vermarktung und Werbung in Konflikt. Sony stellte im Frühjahr 2002 jegliche weitere Vermarktung ein. 2001 wurde er auch als Solokünstler in die Rock and Roll Hall of Fame aufgenommen, nachdem ihm diese Ehrung bereits 1997 als Mitglied der Jackson Five zuteilgeworden war. Somit hat er Anteil an vier Hollywood-Sternen: mit den Jackson Five, den Jacksons, als Solokünstler und als Songschreiber. Im Januar 2002 erhielt Jackson außerdem einen American Music Award als „Künstler des Jahrhunderts“ (Artist of the Century Award).

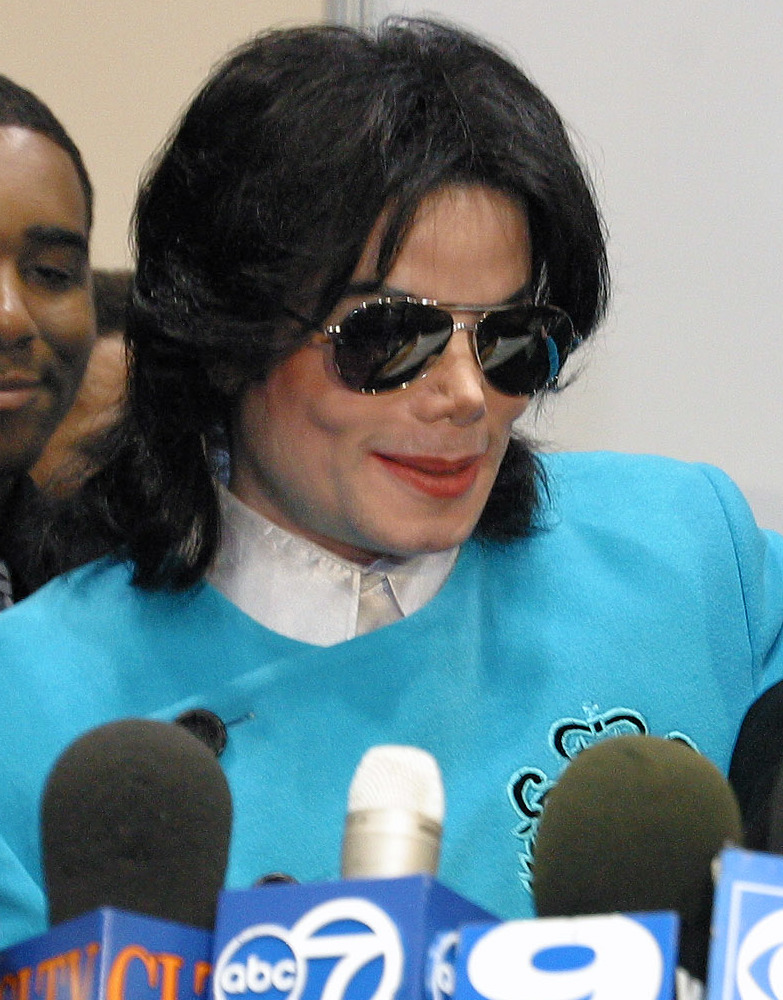
Michael Jackson bei der NCTA-Konferenz 2003

Im November 2002 kam Michael Jackson mit seinen Kindern nach Berlin zur Bambi-Verleihung, um dort für sein Lebenswerk (Greatest Living Pop Icon) ausgezeichnet zu werden. Es gab einen Zwischenfall, bei dem Jackson sein drittes Kind (Prince Michael II, „Blanket“) über den Balkon seines Hotelzimmers im Hotel Adlon hielt, und für einige Sekunden den Fans zeigte. Im November 2003 erschien die Hitzusammenstellung Number Ones mit einem neuen Song – One More Chance. Im November 2004 wurde eine weitere Greatest-Hits-Kompilation mit dem Titel The Ultimate Collection veröffentlicht. Diese war ein Box-Set mit diversen Titeln, die zwischen 1969 und 2004 entstanden waren. Zudem enthält sie Outtakes, Demos und einige neue Songs (darunter We’ve Had Enough) auf 4 CDs sowie eine DVD, die das zweistündige Konzert der Dangerous-Tour in Bukarest im Oktober 1992 zeigt. Mit diesem Box-Set war sein Plattenvertrag mit Sony erfüllt.
Seit Juni 2005 lebte Jackson nicht mehr auf seinem Anwesen, der Neverland-Ranch. Es wurde bekannt, dass er sich stattdessen in Bahrain und Irland (2006) sowie in Las Vegas aufhielt. Seit April 2006 stand Jackson kurzzeitig unter Vertrag des Labels 2Seas Records, das dem Sohn des Königs von Bahrain gehört. Ende Januar 2006 hielt sich Jackson Medienberichten zufolge für mehrere Tage aus privatem Anlass im Hamburger Stadtteil Niendorf auf, um die Familie des Musikmanagers Wolfgang Schleiter und dessen Sohn zu besuchen.
Im Mai 2006 erhielt er bei den MTV Video Music Awards in Tokio einen Legend Award. Es war sein erster öffentlicher Auftritt seit seinem Freispruch im Juni 2005. Im November 2006 wurde ihm bei den World Music Awards in London ein Diamond Award für über 100 Millionen verkaufte Alben verliehen. Der Verkauf seiner Alben hatte allerdings bereits die 200-Millionen-Marke überschritten. Im Dezember 2006 würdigten verschiedene Künstler den verstorbenen „Godfather of Soul“, James Brown, unter ihnen auch Michael Jackson. Im Februar 2008 erschien anlässlich des 25-jährigen Jubiläums des Erfolgsalbums Thriller die 25th Anniversary Edition des Albums.
Im März 2009 kündigte Jackson in einer Pressekonferenz seinen Abschied von der Bühne mit der Konzertserie This Is It in der Londoner O2-Arena an. Nachdem zunächst nur zehn Konzerte angekündigt worden waren, wurden während des Ticketverkaufs aufgrund enorm großer Nachfrage schrittweise 40 weitere Termine hinzugefügt. Die in Rekordzeit ausverkaufte Konzertreihe sollte 50 Shows vom Juli 2009 bis zum März 2010 umfassen. Es fand keines der Konzerte statt, da Jackson 18 Tage vor Beginn der Tournee starb.

## Tod

### Fahrlässige Tötung

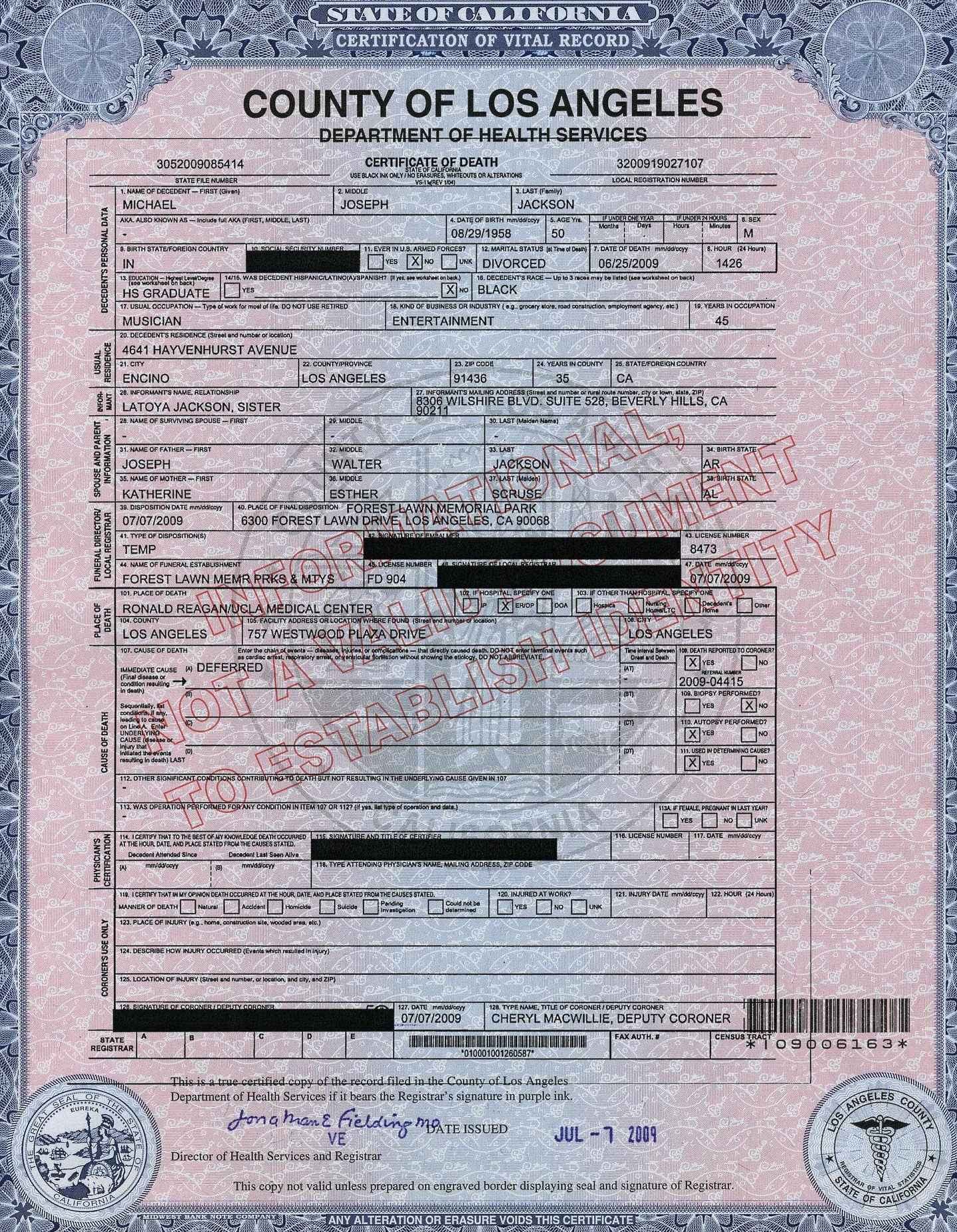
Totenschein Seite 1

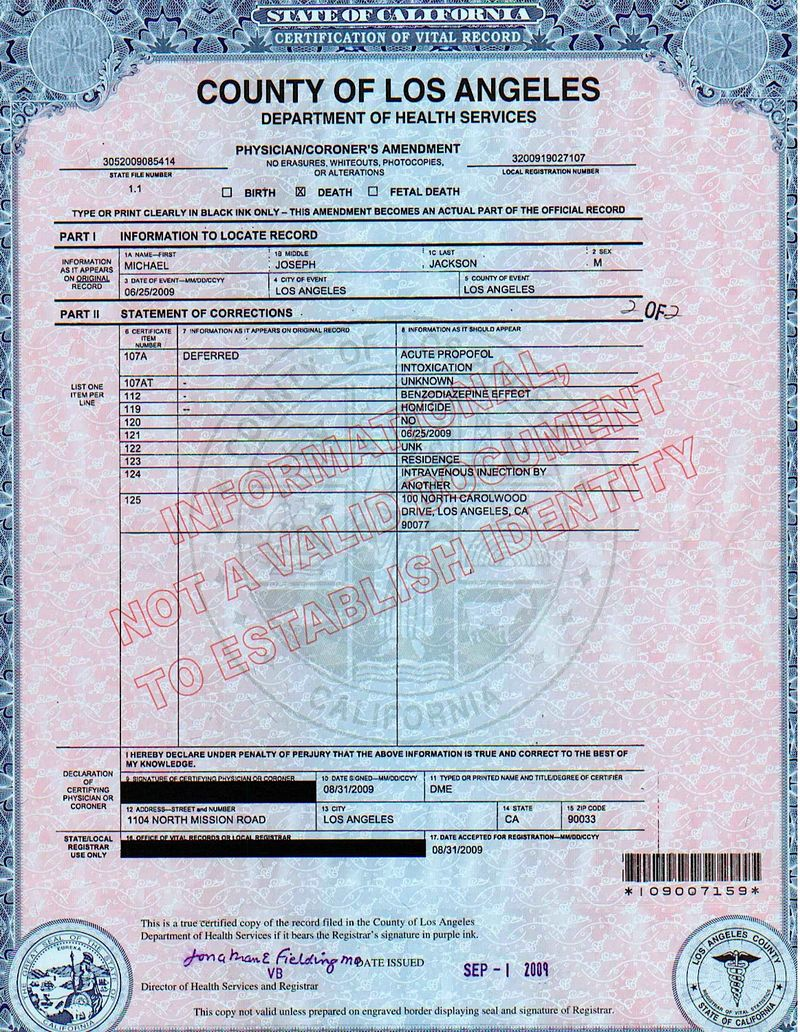
Totenschein Seite 2

Am 25. Juni 2009 wurde Jackson in seiner gemieteten Villa im Stadtviertel Holmby Hills im Westen von Los Angeles leblos aufgefunden und ins UCLA Medical Center gebracht, wo er für tot erklärt wurde. Er wurde 50 Jahre alt. Die Todesursache war ein Atemstillstand durch relative Überdosierung des Narkosemittels Propofol und gleichzeitig unzureichender Überwachung. Zuvor waren die Benzodiazepine Diazepam, Midazolam und Lorazepam verabreicht worden. Der Gerichtsmediziner von Los Angeles bezeichnete den Tod von Michael Jackson am 28. August 2009 in einer offiziellen Stellungnahme als Tötungsdelikt.
Laut der US-amerikanischen Tageszeitung Los Angeles Times habe Jacksons Leibarzt Conrad Murray dem unter Schlaflosigkeit leidenden Künstler über viele Wochen hinweg das Narkosemittel verabreicht. Obwohl Murray die Dosis kurz vor Jacksons Tod reduziert und ihm außerdem weniger starke Schlafmittel verabreicht haben soll, hätte Jackson wiederholt um das Narkosemittel gebeten und am Ende eine geringere Dosis erhalten.
Murray wurde im Februar 2010 wegen fahrlässiger Tötung angeklagt und im November 2011 von der Jury schuldig gesprochen. Er wurde zur Höchststrafe von vier Jahren Haft ohne Bewährung verurteilt. Der Richter begründete seine Entscheidung damit, Murray habe für Geld und Prestige seinen medizinischen Eid verletzt und als Leibarzt Jackson im Stich gelassen. Zudem zeige er keine Reue und schiebe die Schuld auf das Opfer. Im Oktober 2013 wurde er zwei Jahre nach seiner Verurteilung wegen guter Führung und aufgrund überfüllter Gefängnisse vorzeitig entlassen.

### Nachlass
Michael Jackson hat ein auf den 7. Juli 2002 datiertes Testament hinterlassen. John Branca und John McClain sind als Vollstrecker des Testaments und Treuhänder eines Fonds eingesetzt. Michael Jacksons Mutter, Katherine Jackson, ist in dem Dokument als Vormund von dessen drei Kindern benannt. Der Nachlass umfasst unter anderem den Sony-/ATV-Musikkatalog im Wert von etwa einer Milliarde US-Dollar, Immobilien in Encino (4,4 Millionen US-Dollar), eine Autofirma, mehrere Rolls-Royce-Automobile sowie 444.260 US-Dollar von verschiedenen Bankkonten. Dem gegenüber stehen Schulden von über 400 Millionen US-Dollar.

### Trauerfeiern und Beisetzung

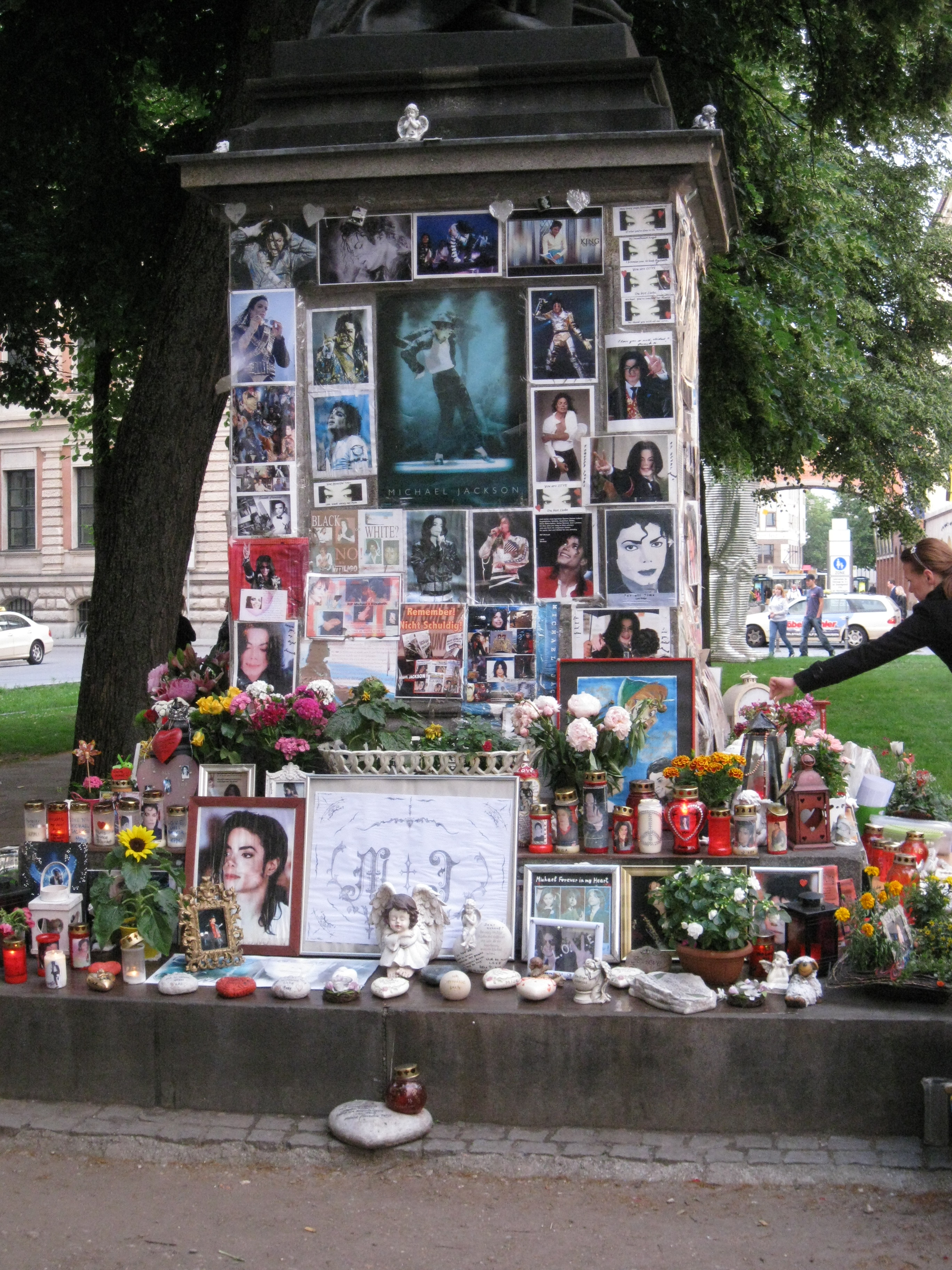
Gedenkstätte vorm Hotel Bayerischer Hof, in dem Jackson sich bei einem Konzert in München aufgehalten hatte

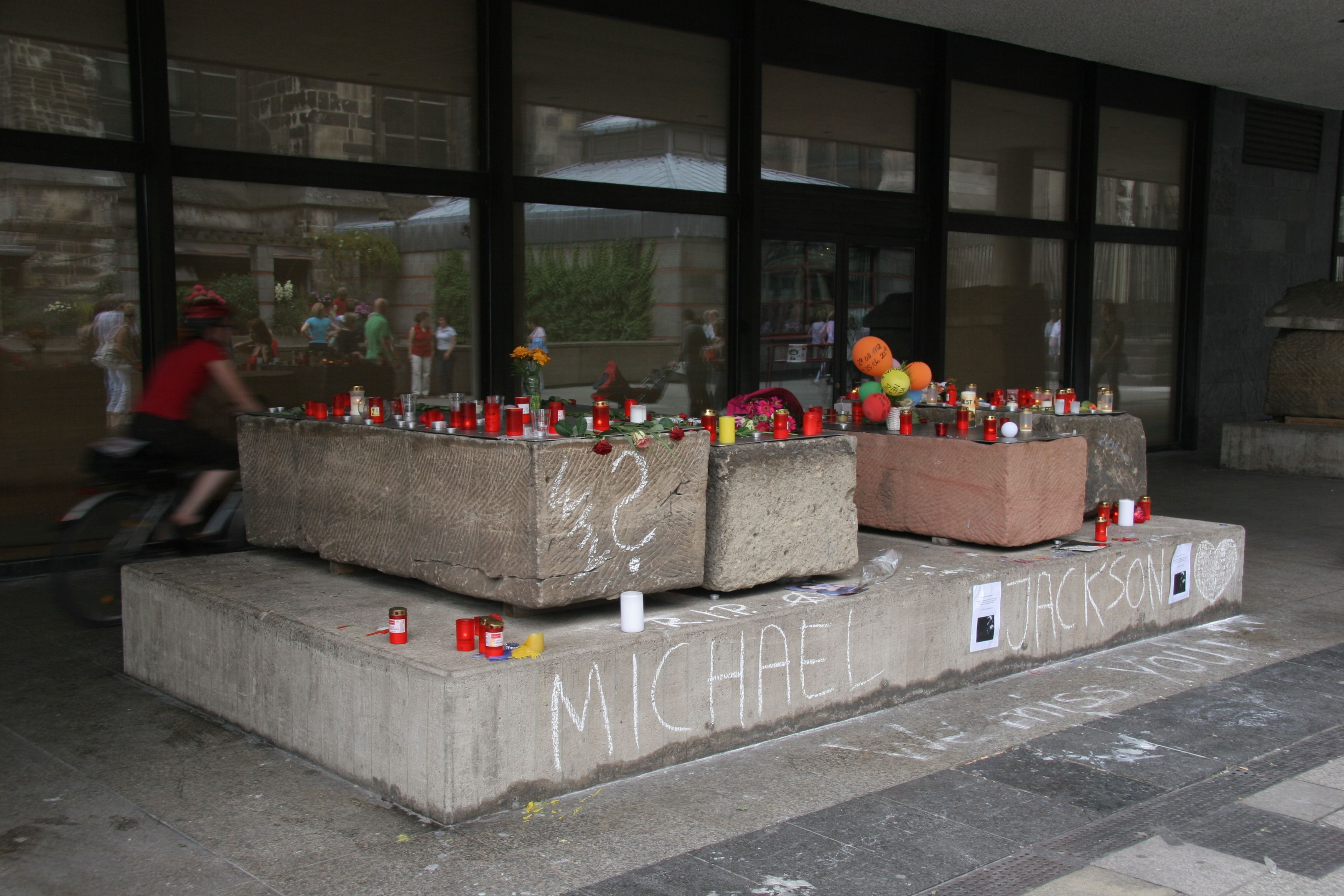
Improvisierte Gedenkstätte in Köln

Am 7. Juli 2009 fand eine offizielle, von zahlreichen Fernsehsendern auf der ganzen Welt übertragene Trauerfeier im Staples Center in Los Angeles im Beisein von etwa 17.500 Fans, 2.000 Journalisten und 500 Prominenten statt. Der vergoldete Sarg Jacksons wurde vor der Bühne aufgebahrt, während Jacksons Geschwister, ein Gospelchor und weitere Personen mit Redebeiträgen und musikalischen Darbietungen des verstorbenen Künstlers gedachten.
Mit Einzelbeiträgen traten bei der Trauerfeier namentlich hervor:
- Lucious Smith (Pastor)
- Mariah Carey
- Trey Lorenz
- Queen Latifah
- Lionel Richie
- Berry Gordy, Gründer des Labels Motown
- Stevie Wonder
- Kobe Bryant
- Magic Johnson
- Jennifer Hudson
- Al Sharpton
- John Mayer
- Brooke Shields
- Martin Luther King III
- Bernice King
- Sheila Jackson Lee
- Usher
- Smokey Robinson
- Kenny Ortega
- Shaheen Jafargholi

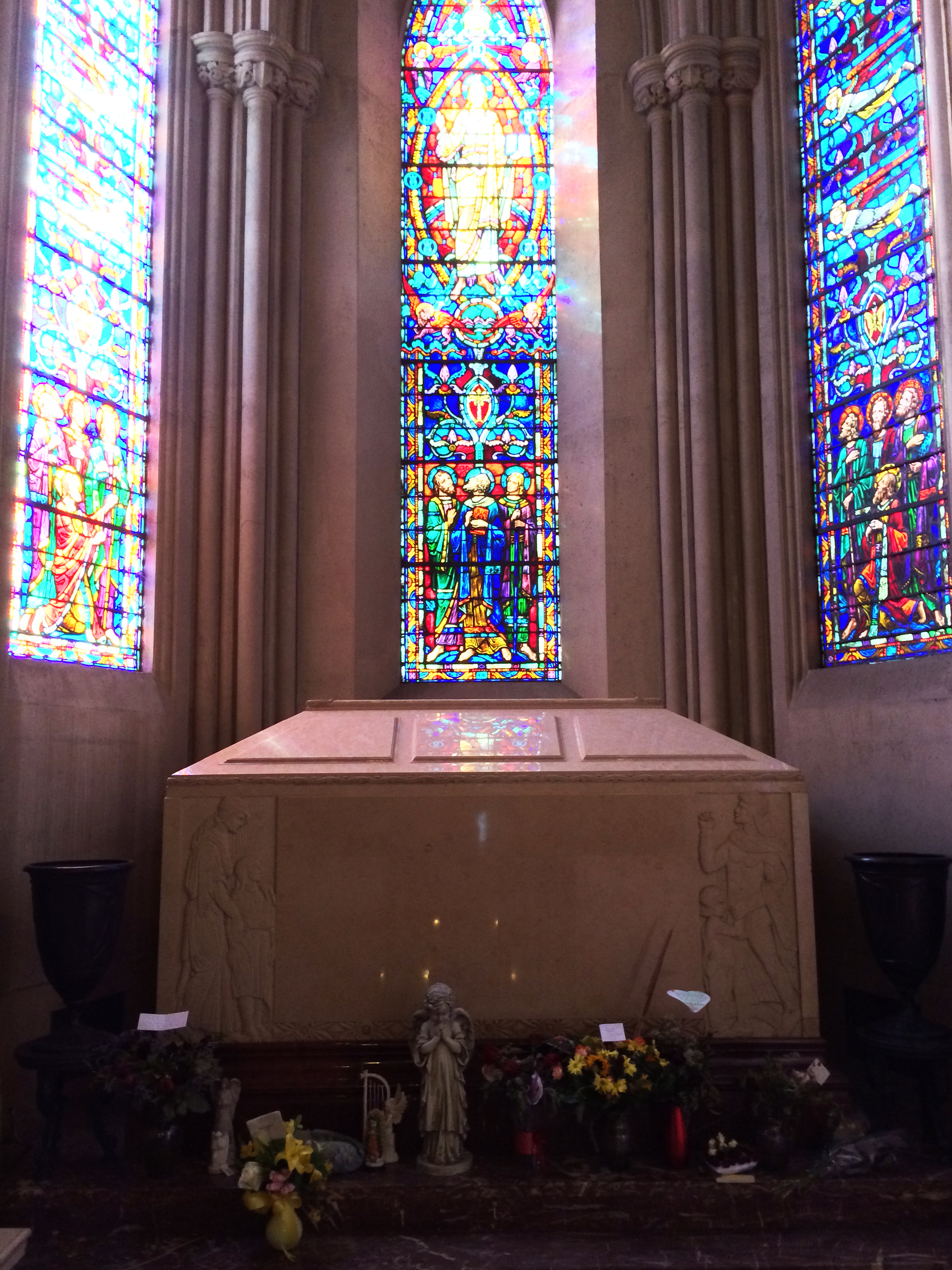
Das Grab von Michael Jackson in der Holly Terrace des Great Mausoleum von Forest Lawn

Der 12-jährige Shaheen Jafargholi interpretierte Jacksons Titel Who’s Lovin’ You, mit dem er bereits im Finale von Britain’s Got Talent aufgetreten war. Er sollte bei Jacksons geplanter Tour mit Gastauftritten teilnehmen. Als letzte Rednerin trat Jacksons 11-jährige Tochter Paris auf, die den Trauergästen unter Tränen erklärte, ihr „Daddy“ sei der beste Vater gewesen, den man sich vorstellen könne. Zwei Stunden vorher nahmen die Familie und enge Freunde auf dem Forest Lawn Friedhof in den Hollywood Hills von ihm Abschied. Insgesamt wurde die Trauerfeier von etwa einer Milliarde Menschen live im Fernsehen verfolgt, laut anderen Schätzungen sogar von zwei bis drei Milliarden Zuschauern. In Deutschland sahen 20 Millionen Menschen zu.
Am 10. Juli 2009 nahmen rund 6.000 Menschen an einer Trauerfeier in Jacksons Geburtsort teil. Zu den prominenten Gästen zählten Jacksons Vater Joe sowie Bürgerrechtler Jesse Jackson. Am 3. September 2009 wurde Jackson auf dem Forest Lawn Memorial Park in Glendale (Kalifornien) beigesetzt. Neben der Familie waren etwa 100 Trauergäste bei der Bestattung anwesend. Sein Sarkophag befindet sich im nicht öffentlich zugänglichen großen Mausoleum des Friedhofes.

## Privates

### Familie und Kinder
Michael Jackson war von 1994 bis Dezember 1995 mit der Sängerin Lisa Marie Presley (1968–2023), der Tochter von Elvis Presley (1935–1977), verheiratet. 1996 heiratete er Deborah Jeanne Rowe; die Ehe wurde 1999 geschieden. Aus dieser Verbindung gingen Michael Joseph Jackson Jr., genannt Prince, (* 13. Februar 1997) und die 1998 geborene Paris hervor. Sein drittes Kind, Prince Michael Jackson II, kam am 21. Februar 2002 zur Welt; er wird mit Spitznamen Blanket genannt. Seine Mutter ist nicht bekannt; Jackson sagte dem britischen Journalisten Martin Bashir in der Doku Living with Michael Jackson lediglich, dass sie eine Schwarze sei.
Jackson hatte das alleinige Sorgerecht für alle drei Kinder, das nach seinem Tod auf seine Mutter Katherine überging. Im Falle ihres Todes wäre die Sängerin und langjährige Freundin Michael Jacksons Diana Ross der Vormund aller drei Kinder geworden.

### Gesundheit und Aussehen
1979 hatte Jackson seine erste kosmetische Operation, nachdem er sich durch einen Unfall beim Tanzen die Nase gebrochen hatte. Atemprobleme erforderten 1980 eine zweite, korrigierende Operation. Weitere medizinisch notwendige Eingriffe folgten am Kopf, nachdem er 1984 durch zu früh gezündete Feuerwerkseffekte beim Dreh eines Pepsi-Werbespots Verbrennungen 2. Grades an der Kopfhaut erlitt. Die dadurch verursachte kahle Stelle am Kopf soll er fortan mit einer Perücke verdeckt haben.
Trotz wiederholter Dementis Jacksons sind sich diverse Fachleute einig, dass er zu viele Schönheitsoperationen im Gesicht hatte machen lassen, darunter auch sein Arzt Stephen Hoefflin, der ihn selbst an der Nase operierte.
Wiederholt wurde von Medien und Öffentlichkeit darüber spekuliert, warum und wie Jackson seine von Natur aus dunkle Haut nach und nach immer mehr bis zu fast völlig weißer Haut aufhellte. Er gab in Interviews als Grund dafür die sich seit etwa Mitte der 1980er-Jahre bemerkbar machende Hautkrankheit Vitiligo an. Zu Vorwürfen vor allem seitens schwarzer Amerikaner nahm er 1993 in einem Fernsehinterview Stellung.

„Ich bin stolz, ein schwarzer Amerikaner zu sein. Ich bin stolz auf meine Rasse, ich bin stolz darauf, wer ich bin. […] Ich leide an einer Hautfunktionsstörung, dabei wird die Pigmentierung der Haut zerstört und ich kann nichts dagegen machen. […] Wir versuchen das unter Kontrolle zu halten, durch Schminken, denn die Flecken auf meinem Gesicht werden dadurch kaschiert.“

Vitiligo wurde nach seinem Tod auch von den Autopsieärzten festgestellt. Jacksons langjähriger Hautarzt Arnold Klein, der ihn mehr als 25 Jahre lang auch wegen Akne und Lupus erythematodes (Schmetterlingsflechte) behandelte, hatte allerdings den Verdacht, dass der Sänger auch zu anderen Ärzten ging und sich von diesen „riskante Mittel“ habe verschreiben lassen. Klein habe Jackson „regelmäßig gewarnt“ und ihn sogar einmal „dazu gebracht, ein besonders gefährliches Mittel in die Toilette zu werfen“. Über eine Vitiligo-Erkrankung seines berühmten Patienten scheint sich Klein nicht geäußert zu haben, auch bleibt unklar, um welche Art gefährlicher Medikamente es sich handelte.
In seiner Autobiografie Moonwalk (1988) gab Jackson an, sich einem Eingriff am Kinn unterzogen zu haben. Als Ursache für sein verändertes Erscheinungsbild nannte er den Verlust von Gewicht. 1993 wurde er laut seiner Visagistin Karen Faye abhängig von Schmerzmitteln, bedingt durch die andauernde Wiederherstellungschirurgie auf seiner Kopfhaut nach dem Brandunfall, den Stress durch die Welttournee und die Anschuldigungen wegen sexuellen Kindesmissbrauchs. Er machte einen Entzug.
Die erneuten Anschuldigungen wegen Kindesbelästigung setzten Jackson stark zu. Er baute körperlich ab, litt unter Ess- und Schlafproblemen. Einen Krankenhausaufenthalt nach einem Unfall zu Hause musste er auf Anordnung des Richters Rodney Melville kurzfristig unterbrechen und erschien in einer Pyjamahose vor Gericht. Anwalt Thomas Mesereau betonte, dass sein Mandant immer kooperativ und bei klarem Verstand gewesen sei.
Nach Jacksons Tod fand die Polizei von Los Angeles in seinem Anwesen große Mengen an Medikamenten, darunter das Narkosemittel Propofol, sowie Rezepte, die nicht auf ihn, sondern auf eines seiner Pseudonyme ausgestellt wurden. Laut seiner Ernährungsberaterin Cherilyn Lee litt Jackson unter schwerer Schlaflosigkeit. Der Autopsiebericht ergab, dass Michael Jackson ein „starkes Herz“ hatte und „ziemlich gesund“ für einen 50-jährigen Mann gewesen sei. Es wurden keine physischen Probleme festgestellt, die ihn bei seinen Konzertauftritten eingeschränkt hätten.

### Religion
Michael Jackson war bis 1987 Zeuge Jehovas. Etwa ab dem Jahr 2005 zierte eine rote Schnur Jacksons Handgelenk, die als Kabbala-Armband interpretiert wurde. Sein Bruder Jermaine, der selbst zum Islam konvertiert war, vertrat die Auffassung, dass Michael sich intensiv für den Islam interessiert hat. Meldungen über eine Konversion zum Islam wurden dagegen dementiert. Jackson selbst äußerte sich schon früh zu der Frage, welcher Religion er sich zugehörig fühle:

„Ich vermeide es, den Begriff ‚Religion‘ zu verwenden, denn so viele Leute sagen ‚meine Religion‘ dies und ‚meine Religion‘ das. Wieso sollte es ‚meine‘ Religion sein? Ich glaube einfach, was in der Bibel steht – unabhängig davon, mit welcher Religion es verbunden ist. Ich glaube einfach.“

## Vorwurf des Kindesmissbrauchs

### Eingestelltes Ermittlungsverfahren 1993 – 1994
Im August 1993 erhob Evan Chandler Vorwürfe, sein minderjähriger Sohn Jordan sei von Michael Jackson sexuell missbraucht worden. Bevor er zur Polizei ging, hatte er erfolglos versucht, 20 Millionen US-Dollar von Michael Jackson zu erpressen. Die Polizei fand keine belastenden Beweise und Jordan Chandler blieb der einzige Hauptbelastungszeuge. Michael Jackson beteuerte öffentlich seine Unschuld. Im Januar 1994 einigte sich Michael Jacksons Versicherungsfirma außergerichtlich mit den Chandlers. Jordan erhielt eine Abfindung von 15 Millionen US-Dollar. Seine Eltern erhielten jeweils 1,5 Millionen und kooperierten daraufhin nicht mehr mit den Behörden. Die Untersuchung wurde eingestellt und es wurde keine Anklage erhoben, da nach den damals geltenden Gesetzen ohne Strafantrag eines Opfers eine Anklage von Seiten der Staatsanwaltschaft gegen einen des Kindesmissbrauchs Verdächtigten in Kalifornien nicht möglich war. Die außergerichtliche Übereinkunft bescheinigt Jackson, kein Fehlverhalten begangen zu haben. Der Anwalt der Chandlers kommentierte außerdem, „keiner hat von irgendwem Schweigen erkauft“. Jacksons Versicherungsfirma wollte mit der außergerichtlichen Einigung hohe Verluste verhindern, die ein mehrjähriger Prozess durch Tourausfälle und Albumverschiebungen verursacht hätte.
Die Chandlers gerieten in die Kritik, aus Profitgier gelogen zu haben: Tonbandmitschnitte enthüllten Evan Chandlers Plan, Michael Jackson persönlich wie beruflich vernichten zu wollen: „Wenn ich damit durchkomme, werde ich der große Gewinner sein. Ich kann gar nicht verlieren. Ich werde alles bekommen, was ich will.“ Auch Jordan Chandlers Beschreibung von Jacksons Genitalien erwies sich als unzutreffend.
Heute lebt Jordan Chandler unter einem Decknamen zurückgezogen in Long Island, New York. Er habe laut Jermaine Jackson die Anschuldigungen nach dem Suizid von Vater Evan († 5. November 2009) zurückgenommen.

### Anklage und Freispruch 2003 – 2005
2003 wurden Jackson „unanständige oder laszive Taten mit einem Kind unter 14 Jahren“ vorgeworfen. Auslöser war die im Februar 2003 ausgestrahlte TV-Dokumentation Living with Michael Jackson. Der Teenager Gavin Arvizo gab darin an, dank Jacksons Hilfe eine Krebserkrankung besiegt zu haben. Während des Interviews nahm er Jacksons Hand und lehnte sich an dessen Schulter. Beide hätten im selben Raum, jedoch nicht im selben Bett übernachtet. 
Der Bezirksstaatsanwalt von Santa Barbara County, Tom Sneddon, beschloss, den Film gegen Jackson zu verwenden und erstattete Strafantrag. Die Anklage behauptete, die Belästigung hätte gleich nach der Dokumentation stattgefunden. Gegenüber der kalifornischen Kinderfürsorge stritt die Familie Arvizo jedoch zunächst jede Form von Missbrauch ab und nannte Jackson in einem Video „den nettesten Menschen, den wir je getroffen haben“. Monate später wandten sich die Arvizos an denselben Anwalt und denselben Psychologen wie die Chandlers vor zehn Jahren. Die Anklage änderte ihre Theorie und behauptete, die Belästigung habe erst nach der Video-Aussage stattgefunden. Bei einer Razzia auf der Neverland-Ranch im November 2003 wurde kein belastendes Material gefunden.
Im Januar 2005 begann der Gerichtsprozess, Jackson plädierte in allen zehn Anklagepunkten – unter anderem Verschwörung und sexuelle Belästigung – auf „nicht schuldig“. Während des Verfahrens verstrickte sich die Klägerfamilie in Widersprüche und machte stark voneinander abweichende Aussagen. Sie gaben zu, in einem früheren Verfahren um sexuelle Belästigung unter Eid gelogen zu haben: Sie hatten so fast 145.000 US-Dollar erhalten. Der Vater behauptete öffentlich „Meine Kinder werden routinemäßig von ihrer Mutter Janet instruiert, zu tun oder zu sagen, was immer sie wünscht.“
Die Verteidigung argumentierte, dass die Familie es auf das Geld von Prominenten abgesehen habe. Darunter Chris Tucker, der den Kontakt zu Familie Arvizo nach deren immer höheren Forderungen beendet und Jackson mehrfach vor ihnen gewarnt hatte. Zahlreiche Zeugen, unter anderem Macaulay Culkin und Wade Robson, sagten aus, nie unangemessenes Verhalten bei Jackson bemerkt zu haben.
Die Anschuldigungen von 1993 wurden im Prozess mitverhandelt, Jordan Chandler wollte jedoch nicht aussagen und verließ das Land. Jacksons Anwalt Thomas Mesereau sagte später: „Wäre er gekommen, hätte ich Zeugen gehabt, die ausgesagt hätten, dass [Chandler] ihnen gegenüber erwähnt habe, dass nie etwas passiert sei und dass er nie wieder mit seinen Eltern reden wolle, für das, was sie ihn zwangen auszusagen. Es kam heraus, dass er vor Gericht gegangen und sich rechtlich von seinen Eltern getrennt hatte.“
Am 13. Juni 2005 wurde Michael Jackson von den Geschworenen in allen Anklagepunkten freigesprochen. Über die Berichterstattung der Medien gab es Kritik. Zum Ziel hoher Quoten wäre voreingenommen, einseitig oder verzerrt berichtet worden – vorzugsweise über schmutzige Anschuldigungen statt deren Widerlegungen im Kreuzverhör. Auch der Freispruch wurde infragegestellt, obwohl es im Prozess weder Beweise noch glaubwürdige Belastungszeugen gegeben hatte.

### 2019:Leaving Neverland
Die Missbrauchsvorwürfe wurden mit Erscheinen des Dokumentarfilms Leaving Neverland, der im Januar 2019 im Rahmen des Sundance Film Festivals seine Premiere feierte und im April 2019 unter anderem auf ProSieben gezeigt wurde, erneut ein Thema in den Medien. Darin berichten Wade Robson und James Safechuck davon, wie sie in ihrer Kindheit jahrelang von Jackson missbraucht wurden und welche Folgen dies für ihr Leben hatte. In einem Prozess im Jahr 2005 hatte Robson noch unter Eid ausgesagt, Jackson habe ihn niemals angerührt. Widersprüchlich sind auch ältere protokollierte Aussagen von Wade Robsons Mutter, die bis 2016 mehrfach aussagte, ihr Sohn sei bis 1993 nie allein mit Jackson auf Neverland gewesen. Nachweislich fehlerhaft sind im Film geschilderte Details des angeblichen Missbrauchs, da Orts- und Zeitangaben nicht übereinstimmen können. Robson und Safechuck versuchten nach Jacksons Tod, dessen Plattenfirma auf Schmerzensgeld zu verklagen.

## Erfolge

### Tonträgerverkäufe
Gemäß diversen Nachrichtendiensten und Magazinen, darunter CNN, MTV, Billboard sowie Reuters, belaufen sich Jacksons Gesamtverkäufe auf über 750 Millionen Tonträger weltweit. Die Angabe geht ursprünglich auf ein Schreiben, verfasst von Raymone Bain, Jacksons damaliger Publizistin und General Manager, anlässlich der Verleihung des Diamond Award der WMA im Jahr 2006 zurück.
In einem Artikel vom Juni 2009 bezeichnete das Wall Street Journal die Zahl als „inflationär“ und widersprüchlich zu vorherigen Angaben. So sind noch vor 2006 Jacksons Gesamtverkäufe mit meist 200 Millionen abgesetzten Einheiten beziffert worden.
Im Januar 2012 beliefen sich die Verkäufe laut der offiziellen Estate of Michael Jackson auf etwa eine Milliarde, wobei es sich hierbei vermutlich ebenfalls um eine massiv geschönte Hochrechnung zu Werbezwecken handelt. Andere Schätzungen variieren meist zwischen 400 und 500 Millionen Exemplaren.

### Rekorde
Michael Jackson hält eine ganze Reihe von Rekorden der Musikindustrie, unter anderem:
- Nach Tonträgerverkäufen innerhalb eines Jahres „Erfolgreichster Künstler aller Zeiten“ (Most Successful Entertainer of all Time, Auszeichnung der Guinness World Records), da er 1989 alleine durch den Verkauf von Tonträgern 125 Millionen US-Dollar verdiente.[116]
- Das meistverkaufte Musikalbum der Welt – Thriller von 1982 mit mehr als 66 Millionen verkauften Exemplaren.[117]
- Das teuerste Musikalbum der Welt – Invincible mit 30 Millionen Dollar Produktionskosten.
- Das meistverkaufte Remixalbum der Welt – Blood on the Dance Floor – HIStory in the Mix von 1997 mit ca. 8 Millionen verkauften Exemplaren[118]
- Der erste Künstler, der offiziell mehr als 100 Millionen Musikalben außerhalb der USA verkaufte.[119]
- Männlicher Solokünstler mit den meisten Nr.-1-Singles in den US-amerikanischen Charts (14, mit Jackson Five 18).
- Die meisten Hit-Singles in den UK-Charts innerhalb eines Jahres.
- Künstler mit den meisten Alben, die von Null auf Eins in die US-Charts eingestiegen sind – Bad, Dangerous, HIStory und Invincible.[120]
- Erster Sänger, der mit einer Single in die Top Fünf einstieg (Scream/Childhood, 1995)[121]
- Erster Sänger, der mit einer Single von Null auf Platz 1 der US-Singles Charts einstieg (You Are Not Alone, 1995).[122]
- Erfolgreichste Konzertserie, im Sommer 1988 waren seine Konzerte für sieben Nächte im Wembley-Stadion in London ausverkauft, insgesamt besuchten 504.000 Menschen diese sieben Konzerte.
- Künstler, der die meisten Grammy Awards bei einer Verleihung gewann (8 Stück, 1984).[122]
- Der Künstler mit den meisten Nummer-eins-Hits eines Albums in den USA (Bad – fünf Singles dieses Albums erreichten die Spitzenposition).
- Das meistverkaufte Musikvideo der Welt, die Videokassette Making Michael Jackson’s Thriller von 1983.
- Höchstdotierter Plattenvertrag (890 Millionen Dollar)[123]
- Die meisten Zuschauer bei einem Musikvideo: Black or White wurde am 14. November 1991 simultan in 27 Ländern ausgestrahlt und von etwa 500 Millionen Menschen gesehen.
- Höchstbezahlter Prominenter für Werbespots, Pepsi zahlte ihm 12 Millionen US-Dollar für vier Werbespots.
- Künstler mit den teuersten Videoclips: Scream (bis heute), Black or White sowie You Rock My World, die jeweils mehrere Millionen Dollar verschlangen. Ebenfalls in die Millionen gingen die Produktionen der Clips Remember the Time sowie In the Closet.
- Im Guinness-Buch der Rekorde ist Jackson der Eintrag „erfolgreichster Unterhaltungskünstler aller Zeiten“ gewidmet.[124]
- Laut Jacksons offizieller Webseite hält er 39 Guinness-Buch Weltrekorde.[125]
- Mit elf Tickets pro Sekunde am schnellsten ausverkaufte Konzertserie: 750.000 Eintrittskarten für 50 geplante Konzerte in London von Juli 2009 bis März 2010.[126]
- Er hält außerdem zusammen mit seiner Familie den Rekord der erfolgreichsten Popmusik-Familie.
- Kurz nach seinem Tode waren 24 Singles (davon eine mit The Jackson Five) und neun Alben gleichzeitig in den deutschen Album-Charts vertreten,[127] in den offiziellen UK-Singles-Charts sind es 22 der 75 Platzierungen[128] und in Australien sowie der Schweiz bestimmen mehr als ein Drittel der Plätze die Single-Hitparade.[129][130] In der darauf folgenden Woche waren die ersten sechs Plätze der Album-Charts von Jackson belegt, es waren acht Alben mit Jackson unter den ersten neun Plätzen vertreten bzw. insgesamt 13 Alben innerhalb der Top 50.[131][132]
- Mit 2,3 Millionen verkauften Musik-Downloads in einer Woche hat er als Erster die Grenze von 1 Million verkaufter Downloads pro Woche überschritten.[133]
- Der Film Michael Jackson’s This Is It ist der bisher erfolgreichste Konzertfilm.[134]
- Jackson ist neben Elvis Presley der einzige, der in fünf verschiedenen Hall of Fames aufgenommen wurde: Rock and Roll Hall of Fame, Vocal Group Hall of Fame,[135] Songwriters Hall of Fame,[136] Dance Hall of Fame,[137] Rhythm and Blues Music Hall of Fame.[138]

### Auszeichnungen
Michael Jackson erhielt unter anderem folgende Auszeichnungen:
- American Cinema Awards (1990)
- American Dance Award (1989)
- American Music Awards (1980, 1981, 1984, 1986, 1988, 1989, 1993, 1996, 2002)
  - 2009 Posthum 4-mal in den Kategorien:[140]
    - Rock/Pop: Bester männlicher Künstler und Bestes Album (Number Ones)
    - Soul/Rhythm&Blues: Bester männlicher Künstler und Bestes Album (Number Ones)
- American Video Awards (1984)
- Bambi (2002)
- Billboard Awards (1972, 1980, 1983, 1984, 1988, 1989)
- Billboard Video Awards (1983)
- Black Gold Awards (1983)
- Blues & Soul (1988)
- Boy Scouts of America (1990)
- BMI Awards (1990, 1993)
- Bravo Magazin (1987, 1988, 1989, 1992, 1993, 1998)
- BRE Awards (1989)
- BRIT Awards (1984, 1988, 1989, 1996)
- British Academy of Music Awards (1989)
- British Phonographic Industry Awards (1981, 1989)
- Capital Children Museum (1990)
- Cashbox (1980, 1983, 1989)
- Congress (1972): Special Commendation for positive Role Models: The Jackson 5
- Crenshaw Community Youth and Arts Foundation (1994)
- Crystal Globe Awards (1984)
- Ebony Magazine Awards (1984)
- Ebony Magazine American Black Achievement Award (1988)
- Echo (1993)
- Emmy Nominee (1990)
- Entertainment Tonight (1989)
- Forbes Magazine (1988, 1989)
- Friday Night Video (1989)
- Gardener Street Elementary School (1989)
- Golden Globe Awards (1972)
- Grammy Awards (13-mal)
  - 1980: Best R&B Vocal Performance (Male)
  - 1984: Record of the Year, Album of the Year, Best Pop Vocal Performance (Male), Best Rock Vocal Performance (Male), Best R&B Vocal Performance (Male), Best R&B Song, Best Recording for Children, Producer of the Year (Non-Classical)
  - 1985: Best Video Album
  - 1986: Song of the Year
  - 1990: Best Music Video – Short Form
  - 1994: Grammy Legend Award
  - 1996: Best Music Video – Short Form
  - 2010 (posthum): Lifetime Achievement Award[141]Als erster Künstler überhaupt gewann Jackson 1984 acht Grammys an einem Abend. Santana zog 2000 mit diesen Rekord gleich.
- Guild Hall Party (1988)

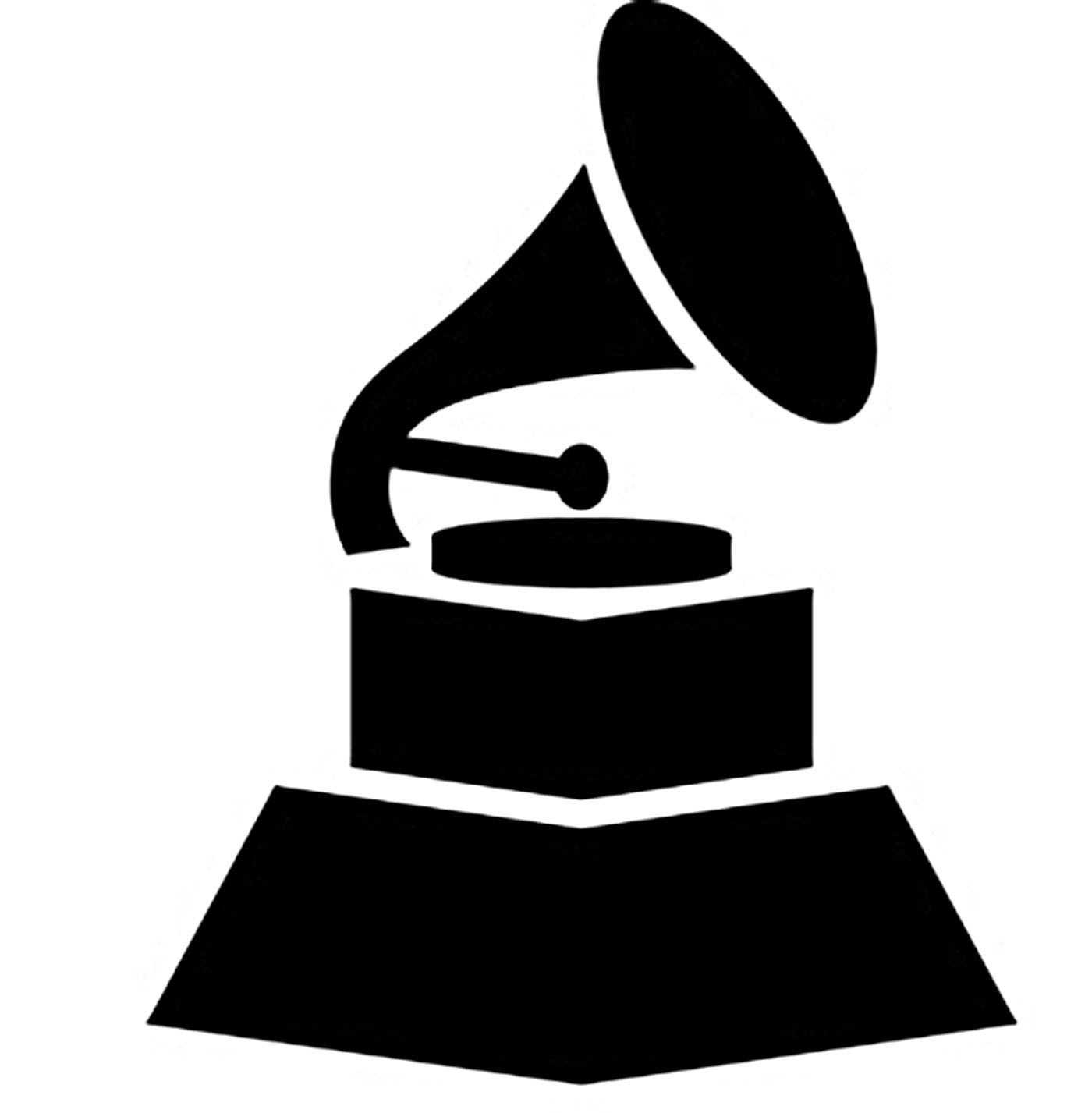
Als erster Künstler überhaupt gewann Jackson 1984 acht Grammys an einem Abend. Santana zog 2000 mit diesen Rekord gleich.

- Guinness Book of World Records (1984, 1986, 1993, 2006)
- Hollywood Star (1984)
- Hotel Royal Plaza (1984)
- MTV Japan (2006)
- MTV Awards (1984, 1989, 1991)
- MTV Vanguard (1988)
- Music Connection (1990)
- NAACP Image Awards (1970, 1971, 1972, 1980, 1981, 1984, 1988, 1993)
- National Urban Coalition (1989)
- NARM (1984)
- Operation One to One Award (1992)
- People’s Choice Awards (1984, 1986, 1989)
- Pop Rock Magazine (1994)
- Rolling Stone (1983, 1989)
  - Australien (1983): Album of the Year, Single of the Year
  - Brasilien (1983): International Artist of the Year
  - Griechenland (1983): Record of the Year
  - Großbritannien (1983, 1984): Album of the Year, Artist of the Year
  - Italien (1983): Artist of the Year
  - Japan (1983): Artist of the Year, Male Vocalist, Album of the Year
  - Niederlande (1983): Album of the Year
  - Spanien (1983): Most Important Foreign Album
- Dresdner St. Georgs Orden des SemperOpernballs (2010, posthum)
- Sony Entertainment (CBS Records) (1990)
- Soul Train Awards (1988, 1989, 1990, 1993)
- UNCF (1988): Frederick Patterson Award, Doctor of Humane Letters
- Vanity Fair (1989, 1990)
- World Music Awards (1989 – u. a. Hall of Fame, 1993 – u. a. World’s Best Selling Artist of the Era, 2000 – Best-Selling Pop Male Artist of the Millennium, 2006 – Diamond Award)
- Gabon, Africa (1992): National Honor of Merit Award
- Wembley-Stadion (1988): For Seven Sell Out Record Breaking Shows
- World Award (Wien, 2002): World Arts Award
- President of U.S. George Bush (1992): Point of Light Ambassador
- World Award (2002)
  - Save the World Award (2009, posthum im Kernkraftwerk Zwentendorf)

### Postumer Erfolg
Resultierend aus seinem Tod verkauften sich weltweit in weniger als einem halben Jahr 29 Millionen Alben von Michael Jackson. Er erreichte die höchsten Verkaufszahlen 2009 in den USA und stand mit 7 Wochen am längsten an der Spitze der deutschen Album-Charts.
Am 12. Oktober 2009 war die Radiopremiere des Liedes This Is It, am 26. Oktober folgte ein Doppelalbum mit dem gleichen Titel und erklomm in über 15 Ländern die Spitze der Album-Charts. Am 28. Oktober 2009 brachte Sony Pictures den Musik-Dokumentarfilm Michael Jackson’s This Is It weltweit in die Kinos, der neben den Proben für die Konzertreihe auch die Entwicklung der Show und einige 3D-Sequenzen zeigte. Nach fünf Tagen im Kino hatte der Film weltweit über 100 Millionen US-Dollar eingespielt und wurde zum bisher erfolgreichsten Konzertfilm. In Deutschland und den USA erreichte er Platz 1 der Kinocharts und spielte weltweit über 260 Millionen US-Dollar ein.
Ab 2007, also bereits zwei Jahre vor Jacksons Tod, lief Thriller Live, eine musikalische Tribute-Show. In einer überarbeiteten Fassung lief sie ab Januar 2009 im Londoner West End und tourte außerdem weltweit. Sie feierte das Lebenswerk von Michael Jackson und den Jackson 5 mit einer Mischung aus Tanz, Gesang und Showeffekten, enthielt viele seiner größten Hits und war keine biografische Inszenierung. Die Show wurde 2020 eingestellt.
Im Februar 2010 erschien nach 25 Jahren eine Neuauflage der Single We Are the World für Hilfsprogramme in Haiti. Michael Jackson wurde posthum mit Aufnahmen von 1985 ein Teil des Projekts und singt so als einziger Künstler in beiden Versionen mit.
Im März 2010 schloss Sony Music mit den Nachlassverwaltern von Michael Jackson einen Rekordvertrag über mindestens 200 Millionen US-Dollar ab. Bis 2017 sollten unter anderem zehn Alben mit unveröffentlichten Liedern und Neuauflagen des alten Jackson-Repertoires erscheinen. Es können weit mehr als 100 unveröffentlichte Songs von Michael Jackson belegt werden.
Im Juni 2010 wurde bekannt, dass mit Jacksons Musik seit seinem Tod etwa eine Milliarde US-Dollar verdient wurde; mit keinem Künstler wurde je postum mehr verdient. Laut Forbes Magazine verdiente er auch mehr als alle lebenden Künstler oder Musikgruppen.
Am 19. November 2010 erschien das DVD-Set Michael Jackson’s Vision, eine Sammlung von Michael Jacksons Musikvideos inklusive des bis dato unveröffentlichten (und unfertigen) Musikvideos One More Chance.
Am 25. November 2010 erschien das Musik- und Tanzspiel Michael Jackson – The Experience für Wii, Nintendo DS und PlayStation Portable.
Im Dezember 2010 erschien Jacksons erstes postumes Studioalbum Michael mit unveröffentlichten Stücken. Als Singles wurden Hold My Hand, Hollywood Tonight und Behind The Mask ausgekoppelt.
Im Juni 2011 veröffentlichte der ehemalige Bee-Gees-Sänger Barry Gibb auf seiner Homepage das Lied All In Your Name, eine unveröffentlichte Zusammenarbeit mit Michael Jackson aus dem Jahr 2002.
Im November 2011 erschien das Remixalbum Immortal, der Soundtrack zu Cirque du Soleil’s Michael Jackson: The Immortal World Tour.
2012 wurde das Album Bad zum 25. Jubiläum als Bad 25 wiederveröffentlicht. Es enthält zusätzlich Bonustracks, Demos, Remixes sowie Liveaufnahmen von Jacksons Auftritt bei seiner Bad World Tour.
2013 führte Michael Jackson nach 2010 und 2011 erneut die Liste der am besten verdienenden verstorbenen Künstler an. Er verdiente laut dem Forbes Magazine 160 Millionen US-Dollar und lag damit deutlich vor dem Zweitplatzierten Elvis Presley (55 Millionen US-Dollar). Er verdiente auch mehr als alle lebenden Künstler (Platz 1: Madonna, 125 Millionen US-Dollar). Im Zeitraum von Oktober 2015 bis Oktober 2016 schätzt das US-Wirtschaftsmagazin Forbes den Umsatz, der mit den musikalischen Werken Jacksons erwirtschaftet wurde, auf etwa 743 Mio. Euro (825 Mio. Dollar).
2014 wurde mit Xscape das zweite postume Studioalbum von Jackson veröffentlicht.
1983 nahmen Michael Jackson und Freddie Mercury einige Demos auf. Der von den beiden nicht vollendete Titel State of Shock erschien im folgenden Jahr in neuer Fassung von The Jacksons und Mick Jagger auf dem Album Victory. Im November 2014 veröffentlichten Queen auf der Kompilation Forever ihre von Brian May und Roger Taylor gemeinsam mit William Orbit fertiggestellte Version von There Must Be More to Life Than This, die Ausschnitte aus Jacksons 1983 aufgenommenem Gesang enthält.
2016 wurde Off the Wall wiederveröffentlicht. Das Album mit den Originaltracks wurde um den Dokumentarfilm Michael Jackson’s Journey from Motown to „Off the Wall“ erweitert, der den Werdegang vom Kinderstar zum King of Pop zeigt.
Ab 2018 lief die von COFO Entertainment produzierte Musikshow Beat It! in über 70 Städten in Deutschland, Österreich und der Schweiz. Insgesamt sahen rund 250.000 Zuschauer das Stück. Die Show mit über 20 Hits wurde überwiegend positiv aufgenommen und war häufig ausverkauft, wurde aber 2020 coronabedingt eingestellt. 2026 wird die Tournee wiederaufgenommen.
2022 feierte MJ – The Musical in New York Premiere. Es handelt sich um ein offiziell autorisiertes Broadway-Musical, das die Lebensgeschichte von Michael Jackson erzählt, und verwendet Originalmusik sowie Archivaufnahmen. Das Stück wurde von der Familie Jackson und der Nachlassverwaltung unterstützt und gilt als bisher umfassendste biografische Musical-Produktion über Jackson.

## Werke

### Diskografie
Studioalben

| Jahr | Titel Musiklabel                                                                                                 | Höchstplatzierung, Gesamtwochen, AuszeichnungChartplatzierungen (Jahr, Titel, Musiklabel, Platzierungen, Wochen, Auszeichnungen, Anmerkungen) | Höchstplatzierung, Gesamtwochen, AuszeichnungChartplatzierungen (Jahr, Titel, Musiklabel, Platzierungen, Wochen, Auszeichnungen, Anmerkungen) | Höchstplatzierung, Gesamtwochen, AuszeichnungChartplatzierungen (Jahr, Titel, Musiklabel, Platzierungen, Wochen, Auszeichnungen, Anmerkungen) | Höchstplatzierung, Gesamtwochen, AuszeichnungChartplatzierungen (Jahr, Titel, Musiklabel, Platzierungen, Wochen, Auszeichnungen, Anmerkungen) | Höchstplatzierung, Gesamtwochen, AuszeichnungChartplatzierungen (Jahr, Titel, Musiklabel, Platzierungen, Wochen, Auszeichnungen, Anmerkungen) | Höchstplatzierung, Gesamtwochen, AuszeichnungChartplatzierungen (Jahr, Titel, Musiklabel, Platzierungen, Wochen, Auszeichnungen, Anmerkungen) | Anmerkungen                                                    |
| Jahr | Titel Musiklabel                                                                                                 | DE | AT | CH | UK | US | R&B | Anmerkungen                                                    |
| ---- | --- | --- | --- | --- | --- | --- | --- | -------------------------------------------------------------- |
| 1972 | Got to Be There Motown (MRC)                                                                                     | — | — | — | UK37 (5 Wo.)UK | US14 Gold · (23 Wo.)US | R&B3 (24 Wo.)R&B | Erstveröffentlichung: 24. Januar 1972 Verkäufe: + 3.200.000    |
| 1972 | Ben Motown (MRC)                                                                                                 | — | — | — | UK17 Silber · (7 Wo.)UK | US5 (32 Wo.)US | R&B4 (22 Wo.)R&B | Erstveröffentlichung: 4. August 1972 Verkäufe: + 5.000.000     |
| 1973 | Music & Me Motown (MRC)                                                                                          | — | — | — | — | US92 (12 Wo.)US | R&B24 (10 Wo.)R&B | Erstveröffentlichung: 13. April 1973 Verkäufe: + 2.000.000     |
| 1975 | Forever, Michael Motown (MRC)                                                                                    | — | — | — | — | US101 (9 Wo.)US | R&B10 (12 Wo.)R&B | Erstveröffentlichung: 16. Januar 1975 Verkäufe: + 1.000.000    |
| 1979 | Off the Wall Epic Records (Sony)                                                                                 | DE25 (22 Wo.)DE | — | CH27 (8 Wo.)CH | UK3 ×6Sechsfachplatin · (234 Wo.)UK | US3 ×9Neunfachplatin · (193 Wo.)US | R&B1 (61 Wo.)R&B | Erstveröffentlichung: 5. August 1979 Verkäufe: + 20.000.000    |
| 1982 | Thriller Epic Records (Sony)                                                                                     | DE1 ×3Dreifachplatin · (… Wo.)DE | AT3 ×8Achtfachplatin · (109 Wo.)AT | CH4 ×6Sechsfachplatin · (92 Wo.)CH | UK1 ×1515-fach-Platin · (290 Wo.)UK | US1 ×3×4Dreifachdiamant + Vierfachplatin · (… Wo.)US                                                                                          | R&B1 (133 Wo.)R&B | Erstveröffentlichung: 29. November 1982 Verkäufe: + 67.000.000 |
| 1987 | Bad Epic Records (Sony)                                                                                          | DE1 ×4Vierfachplatin · (135 Wo.)DE | AT1 ×4Vierfachplatin · (81 Wo.)AT | CH1 ×2Doppelplatin · (66 Wo.)CH | UK1 ×1414-fach-Platin · (185 Wo.)UK | US1 Diamant + Platin · (270 Wo.)US | R&B1 (86 Wo.)R&B | Erstveröffentlichung: 31. August 1987 Verkäufe: + 35.000.000   |
| 1991 | Dangerous Epic Records (Sony)                                                                                    | DE1 ×4Vierfachplatin · (132 Wo.)DE | AT2 ×4Vierfachplatin · (61 Wo.)AT | CH1 ×5Fünffachplatin · (40 Wo.)CH | UK1 ×6Sechsfachplatin · (102 Wo.)UK | US1 ×8Achtfachplatin · (119 Wo.)US | R&B1 (112 Wo.)R&B | Erstveröffentlichung: 26. November 1991 Verkäufe: + 40.000.000 |
| 1995 | HIStory – Past, Present and Future Book I auch bekannt als: Greatest Hits: HIStory, Volume I Epic Records (Sony) | DE1 ×3Dreifachplatin · (122 Wo.)DE | AT2 ×2Doppelplatin · (69 Wo.)AT | CH1 ×3Dreifachplatin · (77 Wo.)CH | UK1 ×6Sechsfachplatin · (111 Wo.)UK | US1 ×8Achtfachplatin · (63 Wo.)US | R&B1 (51 Wo.)R&B | Erstveröffentlichung: 16. Juni 1995 Verkäufe: + 22.000.000     |
| 2001 | Invincible Epic Records (Sony)                                                                                   | DE1 Platin · (15 Wo.)DE | AT2 Gold · (9 Wo.)AT | CH1 Platin · (16 Wo.)CH | UK1 Platin · (16 Wo.)UK | US1 ×2Doppelplatin · (28 Wo.)US | R&B1 (36 Wo.)R&B | Erstveröffentlichung: 30. Oktober 2001 Verkäufe: + 11.000.000  |

grau schraffiert: keine Chartdaten aus diesem Jahr verfügbar

### Filmografie
- 1978: The Wiz – Das zauberhafte Land (Spielfilm)
- 1983: Thriller (Musikvideo)
- 1986: Captain EO (Kurzfilm)
- 1988: Moonwalker (Musikfilm)
- 1991: Die Simpsons (Serie, als Synchronsprecher, Episode: Die Geburtstags-Überraschung)
- 1997: Ghosts (Kurzfilm)
- 2002: Men in Black II (Spielfilm, Gastrolle)
- 2003: Living with Michael Jackson (Dokumentation)
- 2003: Michael Jackson – Jetzt rede ich (Dokumentation)
- 2004: Silly Movie 2.0 (Spielfilm, Gastrolle)
- 2009: This Is It (Musikdokumentarfilm)

### Konzerte

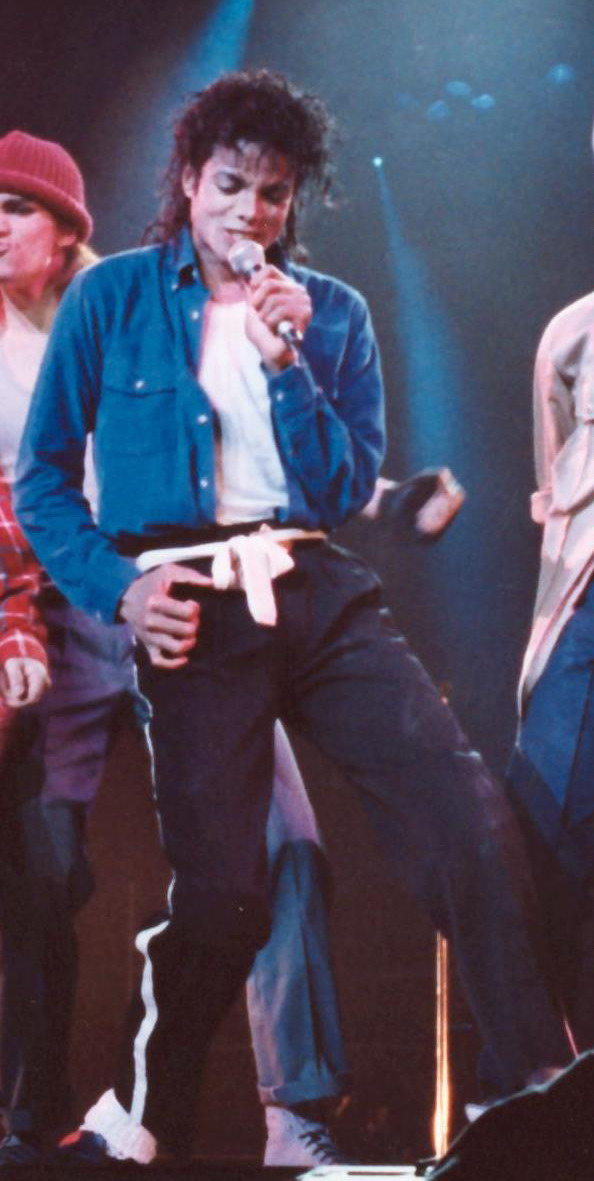
Michael Jackson bei einem Live-Auftritt (1988)

- 1987 – 1989: Bad World Tour (123 Konzerte)
- 1992 – 1993: Dangerous World Tour (69 Konzerte)
- 1996 – 1997: HIStory World Tour (82 Konzerte)
- 2009: This Is It (geplante Comeback-Konzertreihe, fand nicht statt)

### Bibliografie
- Moonwalk [mein Leben]. Eine Autobiografie. Übersetzung von Thomas Ziegler. Goldmann Wilhelm, München 1988, ISBN 3-442-32510-2.
- Dancing the Dream – Gedichte und Gedanken. Übersetzung von M. Riegel. Goldmann, München 1992, ISBN 3-442-42079-2.
- Michael Jackson, King of Pop. Mit Christian Marks (Redaktion). Übersetzung von Ursula Bischof. X-Medien, Egenhofen 2001, ISBN 3-9806524-1-6.
- Thriller 25th Anniversary: The Book, Celebrating the Biggest Selling Album of All Time. ML Publishing Group, Los Angeles 2008, ISBN 978-0-9768891-9-9.

## Wohltätigkeit
Michael Jackson spendete zu Lebzeiten über 300 Millionen US-Dollar an 39 Wohltätigkeitsorganisationen und seine selbst gegründete Stiftung „Heal The World“ (1992–2002). Einige Quellen gehen von noch höheren Beträgen aus. Damit ist er laut Guinness-Buch der Rekorde der Popstar, der die meisten Wohltätigkeitsorganisationen finanziell und repräsentativ unterstützte. Auch sein Nachlass kommt zu 20 Prozent wohltätigen Zwecken zugute. Für sein vielfältiges Engagement im sozialen Bereich wurde er mehrfach ausgezeichnet.

## Psychogramm

### Psychoanalytiker Hinderk Emrich

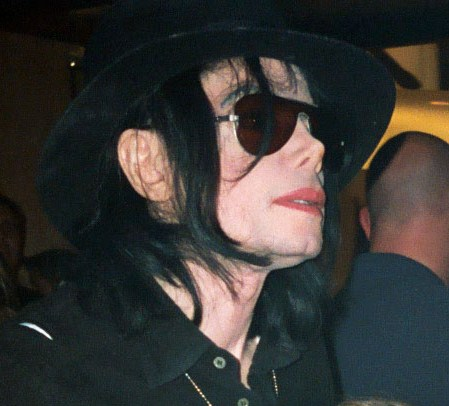
Michael Jackson (2003)

Der hannoversche Psychoanalytiker Hinderk Emrich äußerte sich 2009 in einem Interview zu Michael Jacksons Leben und dessen öffentlicher Rolle. Er verglich die Wirkung moderner Popikonen mit antiken Heldenfiguren und betonte die parareligiösen Züge des Starkults, dem Jackson unterlegen sei. Emrich beschrieb Jackson als „höchsten Superstar“, dessen Rolle eine zunehmende mediale Inszenierung und damit auch soziale Isolation mit sich brachte. Der daraus resultierende Rückzug in eine eigene Welt wie Neverland sei aus psychologischer Sicht Ausdruck einer tiefen Einsamkeit und Resignation gewesen, die häufig zur Flucht in Drogen führe. Emrich deutete Jacksons körperliche Transformationen – etwa die vielen plastischen Operationen – nicht nur als Selbstbeschädigung, sondern auch als künstlerischen Akt. Jackson habe seinen Körper als formbares Material gesehen, vergleichbar mit Performance-Künstlern wie Stelarc, bei denen der Körper zur Schnittstelle zwischen physischer und virtueller Realität werde. Darüber hinaus zog Emrich Parallelen zu Sigmund Freuds Konzept des Todestriebs, wonach Jacksons Verhalten nicht auf eine bewusste Todessehnsucht, sondern auf den Wunsch nach Entgrenzung und Verewigung hindeute. Jacksons Weigerung, sich festzulegen – weder ethnisch noch geschlechtlich oder altersmäßig – sei Ausdruck eines schwebenden, nicht greifbaren Selbstbilds gewesen. Der Preis dieses Zustands sei ein permanenter Leidensdruck gewesen, wie ihn auch der Philosoph Søren Kierkegaard beschrieben habe.

### Kulturkritiker Georg Seeßlen
In seinem Essay „Sei kein Frosch, mein Prinz“ von 2009 analysiert Georg Seeßlen die psychischen Spannungen im Leben von Michael Jackson. Er beschreibt Jacksons Psyche als von tiefen inneren Widersprüchen geprägt. Aufgewachsen in einem von Kontrolle und Missbrauch geprägten familiären Umfeld, insbesondere unter dem dominanten Einfluss seines Vaters, entwickelte Jackson früh ein komplexes Selbstbild. Die Bühne wurde zum Zufluchtsort – einerseits Ort der Befreiung, andererseits Projektionsfläche innerer Konflikte. Seine Performances schwankten zwischen Unterwerfung und Rebellion und spiegelten den Kampf um Selbstbehauptung wider. Ein zentrales Motiv in Seeßlens Analyse ist Jacksons fortwährende Identitätssuche. Seine physischen Veränderungen, kulturellen Aneignungen und geschlechtlich uneindeutige Inszenierung deutet der Autor als Versuch, sich von seiner belasteten Vergangenheit zu lösen und eine neue, idealisierte Identität zu konstruieren. Jacksons Wunsch, in einer ewigen Kindheit zu verweilen, zeigte sich sowohl in seinem Lebensstil als auch in seinen sozialen Beziehungen – ein Bedürfnis, das ihn zunehmend von der Realität entfremdete und letztlich zu öffentlicher Isolation führte. Seeßlen deutet Jacksons Biografie als modernes Märchen, in dem der Versuch, die inneren Widersprüche zu überwinden, nicht zur Erlösung, sondern zur Tragödie führt.

### Rechtsprofessorin Wendy Murphy
Im Dezember 2003 kritisierte Rechtsprofessorin Wendy Murphy Jacksons Auftreten in einem Interview bei CBS und warf ihm vor, „verrückte Lügen“ erzählt zu haben, etwa über angebliche Misshandlungen bei seiner Festnahme, bei der man ihm den Arm ausgekugelt habe. Jacko hatte nach der Freilassung lässig mit hoch erhobenen Arm das Victory-Zeichen gezeigt. Ihrer Meinung nach hinterließ Jacko den Eindruck eines „typischen Pädophilen: narzisstisch, arrogant, egozentrisch.“ Diese Entwicklungen führten zu Spekulationen über Jacksons mentale Verfassung und verstärkten den Eindruck eines Künstlers, der zunehmend den Bezug zur Realität verlor.

### Psychiater Borwin Bandelow
In seinem Buch Celebrities - Vom schwierigen Glück, berühmt zu sein analysiert der Göttinger Psychiater Borwin Bandelow das Verhalten prominenter Persönlichkeiten. Bandelow vertritt die These, dass viele Stars bereits vor ihrer Berühmtheit an schweren Persönlichkeitsstörungen wie Depressionen, Selbsthass, Impulsivität und einem instabilen Selbstbild litten und dass deren exzentrisches Verhalten oft Ausdruck psychischer Probleme ist. Anhand von Michael Jackson diskutiert Bandelow, ob dessen exzentrisches Verhalten – etwa sein kindliches Auftreten, sein Hang zur Selbstinszenierung und die körperlichen Veränderungen – Ausdruck tiefer psychischer Konflikte sind. Bandelow betont, dass solche Persönlichkeitsstörungen nicht durch den Ruhm verursacht werden, sondern dass Betroffene oft gerade wegen ihrer psychischen Dispositionen den Weg ins Rampenlicht suchen. Der Applaus des Publikums wirke wie eine Selbstmedikation, die kurzfristig das emotionale Gleichgewicht stabilisieren könne. Im Fall von Michael Jackson interpretiert Bandelow dessen Verhalten als Versuch, tief verwurzelte Ängste und Unsicherheiten zu bewältigen.

### Psychiater Volker Faust
Professor Volker Faust, Arzt für Neurologie, Psychiatrie und Psychotherapie, sieht in Michael Jackson das Paradebeispiel eines Dysmorphophoben. Dieser Begriff beschreibt Menschen, die sich selbst als körperlich unattraktiv empfinden und versuchen, dies durch ständige Veränderungen zu korrigieren – ohne je ein Ende zu finden. Dysmorphophobe Patienten glauben beispielsweise, ihre Nase sei entstellt, obwohl sie von anderen als völlig normal wahrgenommen wird. Faust erklärt, dass die einzig wirksame Hilfe für solche Patienten durch Psychiater oder Psychologen erfolgen kann. Diese werden jedoch häufig gemieden, da Dysmorphophobe in erster Linie ihre körperliche Erscheinung als Problem sehen und nicht die zugrunde liegende psychische Störung erkennen. Stattdessen suchen sie oft Hautärzte oder plastische Chirurgen auf. Allerdings bleibt das Leiden bestehen, solange die seelische Ursache nicht behandelt wird.

### Elton John in seiner Autobiografie
In seiner 2019 erschienenen Autobiografie Me äußert sich der britische Musiker Elton John, dem Jackson sein Remix-Album Blood on the Dance Floor widmete, über sein Verhältnis zu ihm. Laut John pflegten beide Künstler in den frühen Jahren ihrer Karrieren eine freundschaftliche Beziehung. Im weiteren Verlauf beschreibt John jedoch seine zunehmenden Sorgen über Jacksons psychischen Zustand. Er schreibt, Jackson habe sich mit der Zeit immer weiter von der Realität entfernt und sei später „eine beunruhigende Person“ gewesen. John schildert Begegnungen mit Jackson in dessen späteren Lebensjahren als schwierig und äußert die Vermutung, dieser habe unter dem Einfluss starker Medikamente gestanden. Er beschreibt ihn als „geisteskrank“ und betont, dass diese Einschätzung nicht leichtfertig gemeint sei. In einem Beispiel berichtet er von einer Party, zu der er Jackson eingeladen habe. Dort habe sich dieser zurückgezogen und stattdessen mit dem Sohn einer Haushälterin gespielt, was John zu der Schlussfolgerung veranlasste, Jackson habe offenbar Schwierigkeiten im Umgang mit Erwachsenen gehabt.

## Michael Jackson in der bildenden Kunst
Michael Jackson wurde mehrfach von bildenden Künstlern dargestellt. 
Der Pop-Art-Künstler Andy Warhol fertigte in den 1980er-Jahren eine Reihe von Porträts Jacksons an. Eines wurde im August 2009 für mehr als eine Million Dollar versteigert.

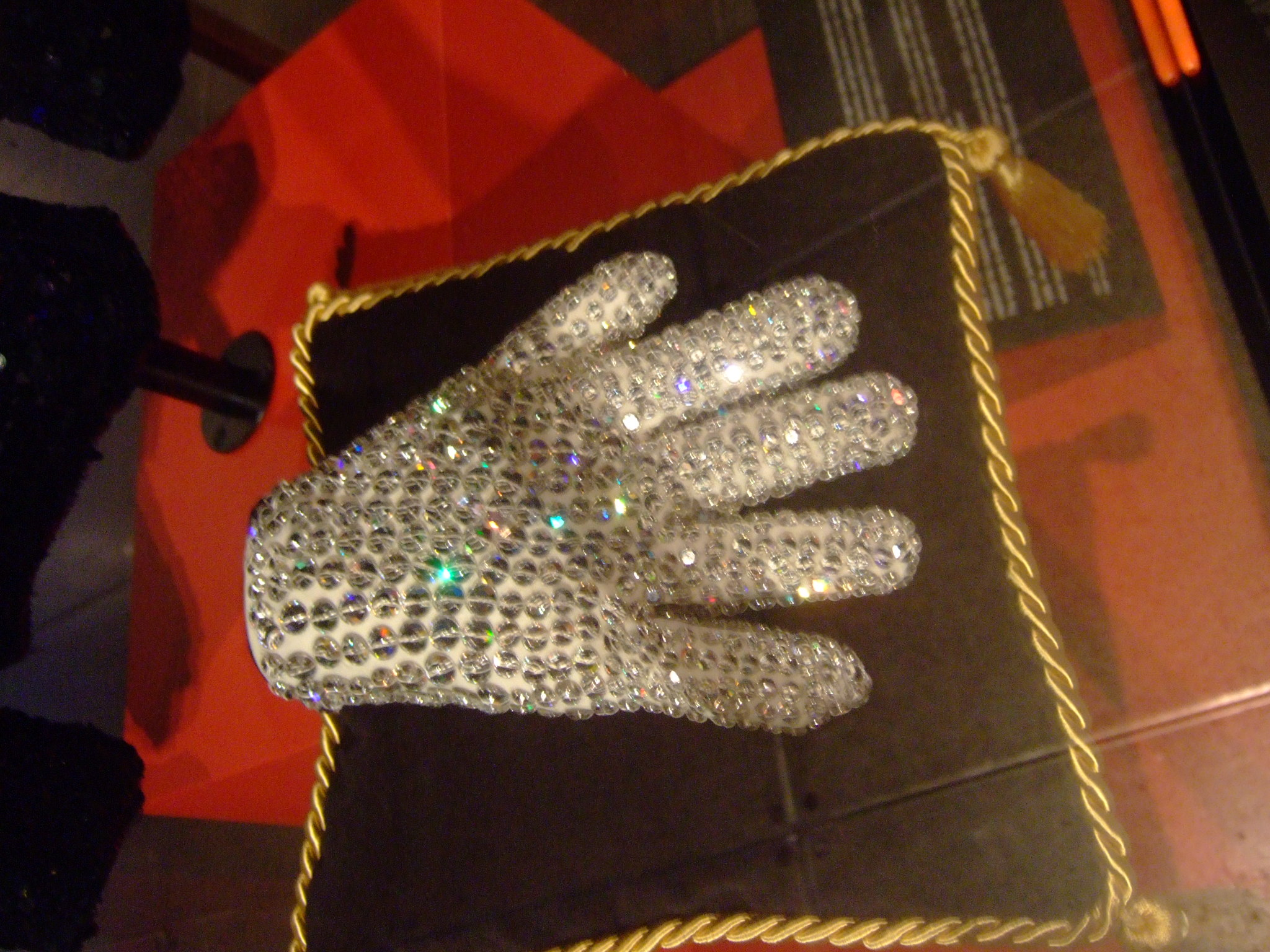
Jacksons kristallbesetzter Handschuh wurde zum Ausstellungsobjekt

1988 schuf der amerikanische Künstler Jeff Koons die lebensgroße Keramikplastik Michael Jackson and Bubbles, die den Musiker zusammen mit seinem Schimpansen Bubbles darstellt.
Einen ähnlichen Titel Michael Jackson and Bubbles (Gold) trägt auch die 1997 bis 1999 entstandene Skulptur von Paul McCarthy, die sich im Besitz der Friedrich Christian Flick Collection befindet. Zur selben Zeit entstand McCarthys Werk Michael Jackson White, 2002 folgte Michael Jackson Fucked Up (Big Head).
Jacksons mit Bergkristallen besetzter Handschuh, den er 1984 bei der Grammy-Verleihung getragen hatte, wurde selbst zum Ausstellungsobjekt und war 1999 in der Ausstellung Heaven – An exhibition that will break your heart in der Kunsthalle Düsseldorf zu sehen. 2019 wurde die Ausstellung Michael Jackson: On the wall in der Bonner Bundeskunsthalle gezeigt.

## Filmische Rezeption
- Die Jacksons – Ein amerikanischer Traum (1992)
- Michael Jackson hautnah (2003)
- Man in the Mirror – The Michael Jackson Story (2004)
- Leaving Neverland (2019)
- Der Prozess gegen Michael Jackson (2025)
- Michael (voraussichtlich 2026)